# カンタス航空

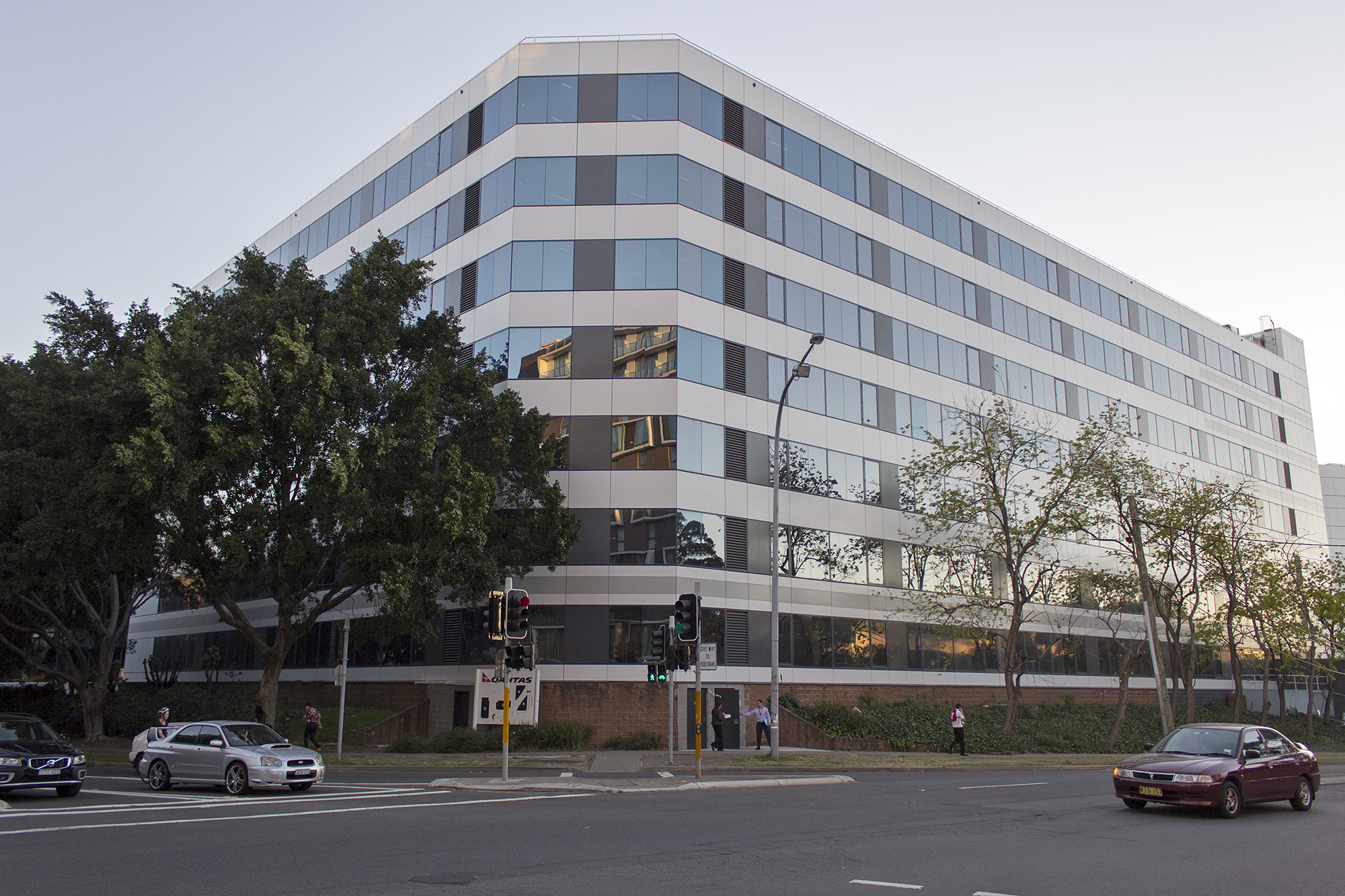
カンタス航空本社 (Qantas Building A)

カンタス航空（カンタスこうくう、英語: Qantas）は、オーストラリアのフラッグ・キャリアで、南半球最大の航空会社。航空券の座席予約システム（CRS）は、アマデウスITグループが運営するアマデウスを利用している。

## 概要
当初の社名は「Queensland and Northern Territory Aerial Services Ltd（クイーンズランド・アンド・ノーザンテリトリー航空サービス株式会社）」であった。空飛ぶカンガルーの愛称がついている。航空連合ワンワールドの創立メンバーである。
シドニー国際空港をメインハブ空港に、2014年3月時点で国内便の65%のシェアを占め、オーストラリア発着の国際線の14.9%のシェアを占めている。子会社はカンタスリンクというブランド名で、オーストラリア国内線やニュージーランド路線を運航している。また、オーストラリア発着の国際便と、オーストラリア及びニュージーランドの国内線を運航している格安航空会社のジェットスター航空を所有している。
オーストラリアは地理的に他地域から遠く離れているため、長距離路線が多く、長距離を飛べる大型機材も多く保有しているという特徴がある。
また、伝統的に客室乗務員に男性を多く採用しており、世界で初めてビジネスクラスを導入した航空会社である。ボーイング747等の長距離用大型機材関連でボーイング社との結びつきが強いが、近年はエアバス社の機材の導入も進んでいる。

## 歴史

### 設立
- 1920年11月16日にクイーンズランド州で設立された。KLMオランダ航空、アビアンカ航空に次ぐ世界で3番目に古い航空会社である。当初は内陸部のロングリーチという小さな町に本社を置き、観光飛行や州政府によって補助された郵便飛行を行っていた。
- 1934年、イギリスのインペリアル航空と合弁企業を設立した。社名はカンタス・エンパイア航空（Qantas Empire Airways）で、それぞれ49%ずつの株を保有、独立仲裁者が2%の株を保有した。
- 1934年、イギリス製のデハビランドDH-86 を使用してブリスベン-シンガポール間で運航を開始した。

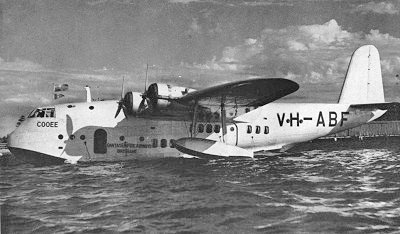
ショート23

### 第二次世界大戦中

1944年に制定されたカンタス・エンパイア航空のロゴ

- カンタス・エンパイア航空の機材の多くは、第二次世界大戦および太平洋戦争の間にオーストラリア軍に徴用され、航空機の多くは日本軍との戦闘のため（1942年カンタス航空ショートエンパイア撃墜事件など）、運航中に失われている。
- 1942年2月に日本軍がシンガポールを占領したため、ダーウィン-シンガポール線は運行停止となった。ダーウィンも空襲を受け、空港設備が破壊された。
- 1943年から1944年の間、日本軍の脅威を受けつつも、パースとセイロン（現スリランカ）を結ぶ直航便を、飛行艇で運航していた。飛行は、日本をはじめとする枢軸国軍による攻撃を避けるため、無線通信なしで行われ、24時間以上かけて運航していた。セイロンでは英国海外航空と接続していた。

### 戦後
- 1947年、カンタス・エンパイア航空はベン・チフリー首相率いるオーストラリア労働党政権によって接収され、国有化された。
- 戦後すぐ、英国海外航空と共同でアブロ・ランカストリアンを用いたシドニー-ロンドン間の運航を開始した。また、英国以外にも、東京、香港にも就航した[7]。
- 1948年に、ロッキードL-049 コンステレーションを導入し、長距離路線を拡大した。
- 1959年6月、初のジェット機となるボーイング707-138を導入した。

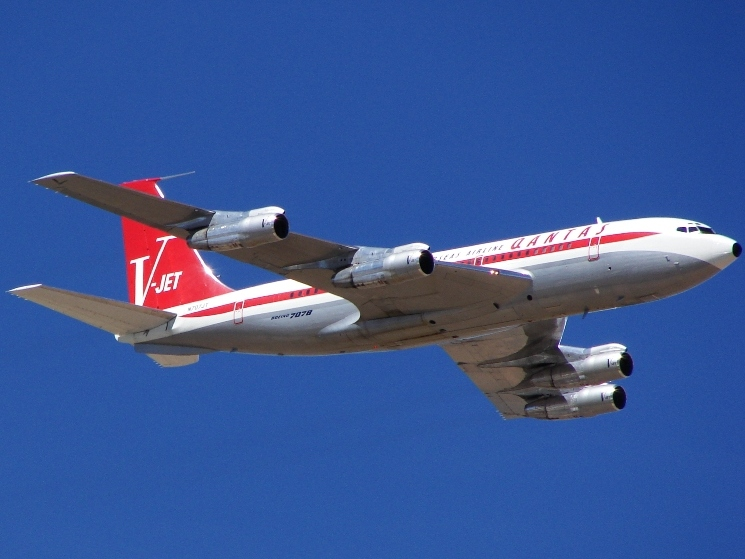
ボーイング707（現在はカンタス航空の親善大使であるジョン・トラボルタが所有）

- 1967年に「カンタス航空（Qantas Airways Limited）」に改名された。
- 1970年以降、大型機のボーイング747を導入したが、1973年に起きたオイルショックなどによる世界各国における航空需要の落ち込みを受けて拡張路線は縮小された。

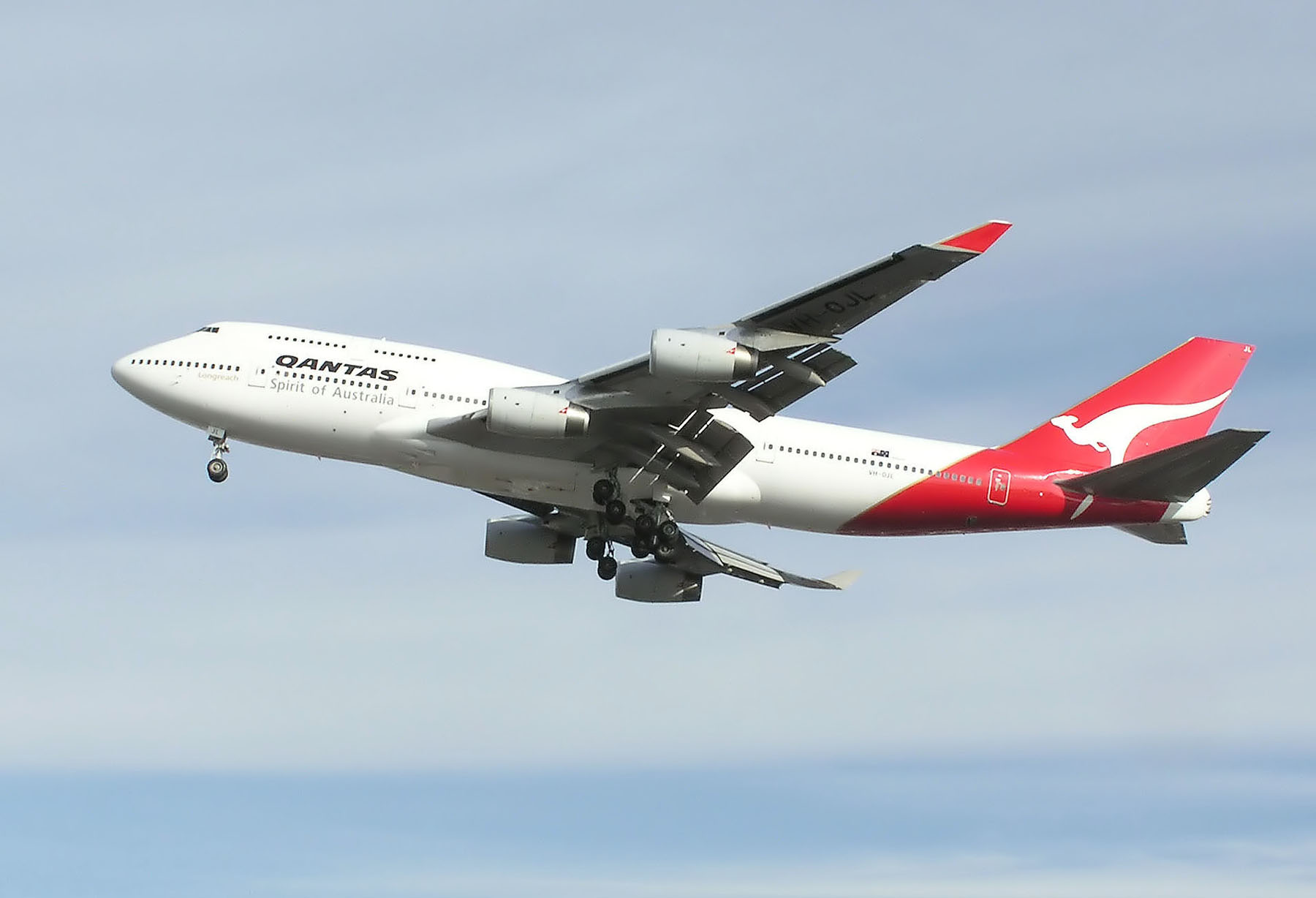
ボーイング747-400

- 1992年にオーストラリアン航空を合併し、国内線を大幅に拡大した。
- 1998年、アメリカン航空、ブリティッシュ・エアウェイズ、カナディアン航空、キャセイパシフィック航空と航空連合ワンワールドを設立[8]。
- 2000年、格安航空会社のヴァージンブルー(現・ヴァージン・オーストラリア)が国内市場に進出したことに対抗して、2001年に子会社の格安航空会社ジェットスターを創設した[9]。
- 2002年、国際線を運航するオーストラリア航空という子会社を設立したが、2006年、ブランドを廃止した。
- 2004年設立のジェットスター・アジア、2007年設立のジェットスター・パシフィック、2012年設立のジェットスター・ジャパンなど、子会社のジェットスターブランドを世界各地に拡大。
- 2012年9月6日に、ブリティッシュ・エアウェイズとの提携を2013年に解消し、新たにエミレーツ航空と提携を結ぶ事を発表した。[10]
- 2016年10月28日には、翌年2017年のボーイング787導入に向け新塗装を発表。フライングカンガルーの根本的要素を残しつつブランドを進化させるコンセプトのもと、カンガルーのマークに影を作り躍動感と奥行きを与え、垂直尾翼から機体後部にかけてシルバーのラインを加え高級感を演出させた。また、コクピット窓の下には伝統を受け継ぐ形でかつて尾翼に描かれていた「翼のあるカンガルー」のマークが描かれる[11][12]。
- 2018年3月24日に、商業飛行としては史上初となるカンガルールートの無着陸路線（パース-ロンドン・ヒースロー空港）を開設、移動距離は15,000km、17時間のフライトとなるが従来の中東を経由する便よりも3時間ほど短縮された[13]。カンタスでは最長飛行を伸ばす努力を継続しオーストラリアとヨーロッパや北米への無着陸直行便計画「プロジェクト・サンライズ」を進めており、2019年10月には787-9のデリバリーフライト時に測定器を付けた社員を乗せ、ニューヨークやロンドンからのフライト（約19時間）が体に及ぼす影響を調査し[14][15]、同年12月13日に計画使用機材候補としてエアバスA350-1000に追加燃料タンク装備し最大離陸重量を増加させた改良型を最大12機契約する準備をしていた[16]。
- 2020年、中国武漢から流行したCOVID-19感染症の影響で各国政府の入国制限などに伴い20年3月以降順次国際線運航を縮小運休し、21年5月にオーストラリア連邦政府がワクチン接種後海外旅客受け入れを22年以降に修正したことを受け21年12月まで必要最低限の貨物便を含む国際線だけ運航するとしている。なお、国内線は20年6月以降豪州内移動規制緩和以降順次再開し、オーストラリア/ニュージーランド間の国際線タスマン路線に関して21年4月に相互に防疫隔離免除を認め両国間で「トランス・タスマン・バブル」が成立し、以降順次再開している。

## 機材
カンタス航空が発注したボーイング社製航空機の顧客番号（カスタマーコード）は38で、航空機の形式名は747SP-38, 747-238, 767-338ER, 747-438, 747-438ER などとなっていた。

　2023年5月フィンエアーが同年10月から7機運用するA330-300型機の内2機を4年リースすることを発表。23年10月から路線限定で1機目がシンガポール/シドニー線で乗務員込みウェットリースされ、2機目が2024年夏季からバンコク/シドニー線で同様にウェットリースされ、2025年後半からは機体のみリースするドライリースへ移行する予定でカンタスは747退役とコロナ収束による供給量不足、フィンエアーはロシア迂回によるコスト削減のための機体､人員リソース活用で合意したとみられる。

### 現在の保有機材
| 機種                              | 運用数 | 発注数 | 座席数         | 座席数         | 座席数         | 座席数         | 座席数         | 備考                                                           |
| 機種                              | 運用数 | 発注数 | F              | J              | W              | Y              | 計             | 備考                                                           |
| --------------------------------- | ------ | ------ | -------------- | -------------- | -------------- | -------------- | -------------- | -------------------------------------------------------------- |
| エアバスA321XLR                   | 0      | 25     | -              | 20             | -              | 177            | 197            | A220・A320ファミリー含め、94機のオプション付き                 |
| エアバスA321XLR                   | 1      | 2      | -              | 20             | -              | 180            | 200            | A220・A320ファミリー含め、94機のオプション付き                 |
| エアバスA330-200                  | 16     | -      | -              | 27             | -              | 224            | 251            | うち10機は客室改修予定 A350,787に置き換え予定                  |
| エアバスA330-200                  | 16     | -      | -              | 28             | -              | 243            | 271            | うち10機は客室改修予定 A350,787に置き換え予定                  |
| エアバスA330-300                  | 10     | -      | -              | 28             | -              | 269            | 297            | A350,787に置き換え予定                                         |
| エアバスA350-1000                 | -      | 12     | 未定           | 未定           | 未定           | 未定           | 未定           | 2028年以降受領予定 A330,A380を置き換え予定                     |
| エアバスA350-1000ULR              | -      | 12     | 6              | 52             | 40             | 140            | 238            | 2026年半ばより受領予定 シドニー~NY・ロンドン直行用超長距離仕様 |
| エアバスA380-800                  | 10     | -      | 14             | 70             | 60             | 371            | 485            | 2032年以降A350,787に置き換え予定                               |
| ボーイング737-800                 | 75     | -      | -              | 12             | -              | 162            | 174            | A321XLRに置き換え予定                                          |
| ボーイング787-9                   | 14     | 4      | -              | 42             | 28             | 166            | 236            | 2027年以降受領予定 A330を置き換え予定                          |
| ボーイング787-10                  | -      | 8      | 未定           | 未定           | 未定           | 未定           | 未定           | 2027年以降受領予定 A330を置き換え予定                          |
| カンタス・リンク                  |        |        |                |                |                |                |                |                                                                |
| エアバスA220-300                  | 7      | 22     | -              | 10             | -              | 127            | 137            | ナショナル・ジェット・システムズによる運航                     |
| エアバスA319-100                  | 8      | 1      | -              | -              | -              | 150            | 150            | ネットワーク・アビエーションによる運航                         |
| エアバスA320-200                  | 15     | -      | -              | -              | -              | 180            | 180            | ネットワーク・アビエーションによる運航                         |
| デ・ハビランド・カナダ DHC-8-Q300 | 3      | -      | -              | -              | -              | 50             | 50             | イースタン・オーストラリア航空による運航 Q400に置き換え予定    |
| ボンバルディア DHC-8-Q400         | 36     | 9      | -              | -              | -              | 74             | 74             | サンステート航空による運航 DHC-8-300を置き換え予定             |
| ボンバルディア DHC-8-Q400         | 36     | 9      | -              | -              | -              | 78             | 78             | サンステート航空による運航 DHC-8-300を置き換え予定             |
| エンブラエル E190                 | 24     | 1      | -              | 10             | -              | 84             | 94             | アライアンス航空による運航                                     |
| エンブラエル E190                 | 24     | 1      | -              | 9              | -              | 88             | 97             | アライアンス航空による運航                                     |
| フォッカー 100                    | 14     | -      | -              | -              | -              | 100            | 100            | ネットワーク・アビエーションによる運航                         |
| カンタス・フレイト（貨物用機材）  |        |        |                |                |                |                |                |                                                                |
| エアバスA321-200P2F               | 6      | 6      | 旅客改修貨物機 | 旅客改修貨物機 | 旅客改修貨物機 | 旅客改修貨物機 | 旅客改修貨物機 | エクスプレス・フレイターズによる運航                           |
| エアバスA330-200P2F               | 2      | -      | 旅客改修貨物機 | 旅客改修貨物機 | 旅客改修貨物機 | 旅客改修貨物機 | 旅客改修貨物機 | エクスプレス・フレイターズ オーストラリアによる運航            |
| BAe 146-300QT                     | 3      | -      | 旅客改修貨物機 | 旅客改修貨物機 | 旅客改修貨物機 | 旅客改修貨物機 | 旅客改修貨物機 | ナショナル・ジェット・エクスプレスによる運航                   |
| ボーイング747-400F                | 2      | -      | 貨物機         | 貨物機         | 貨物機         | 貨物機         | 貨物機         | アトラス航空による運航                                         |
| 合計                              | 246    | 102    |                |                |                |                |                |                                                                |

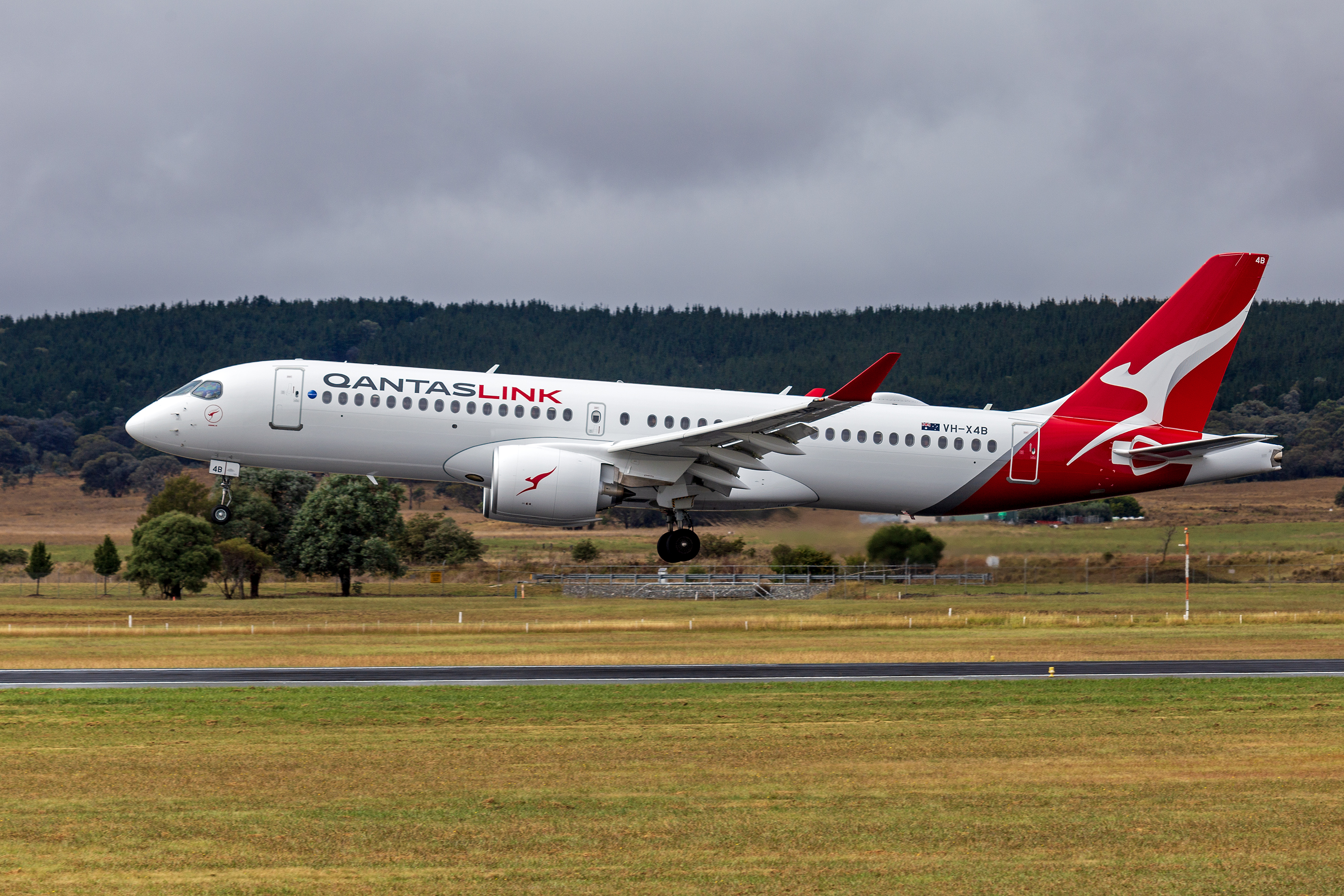
エアバスA220-300（カンタス・リンク）
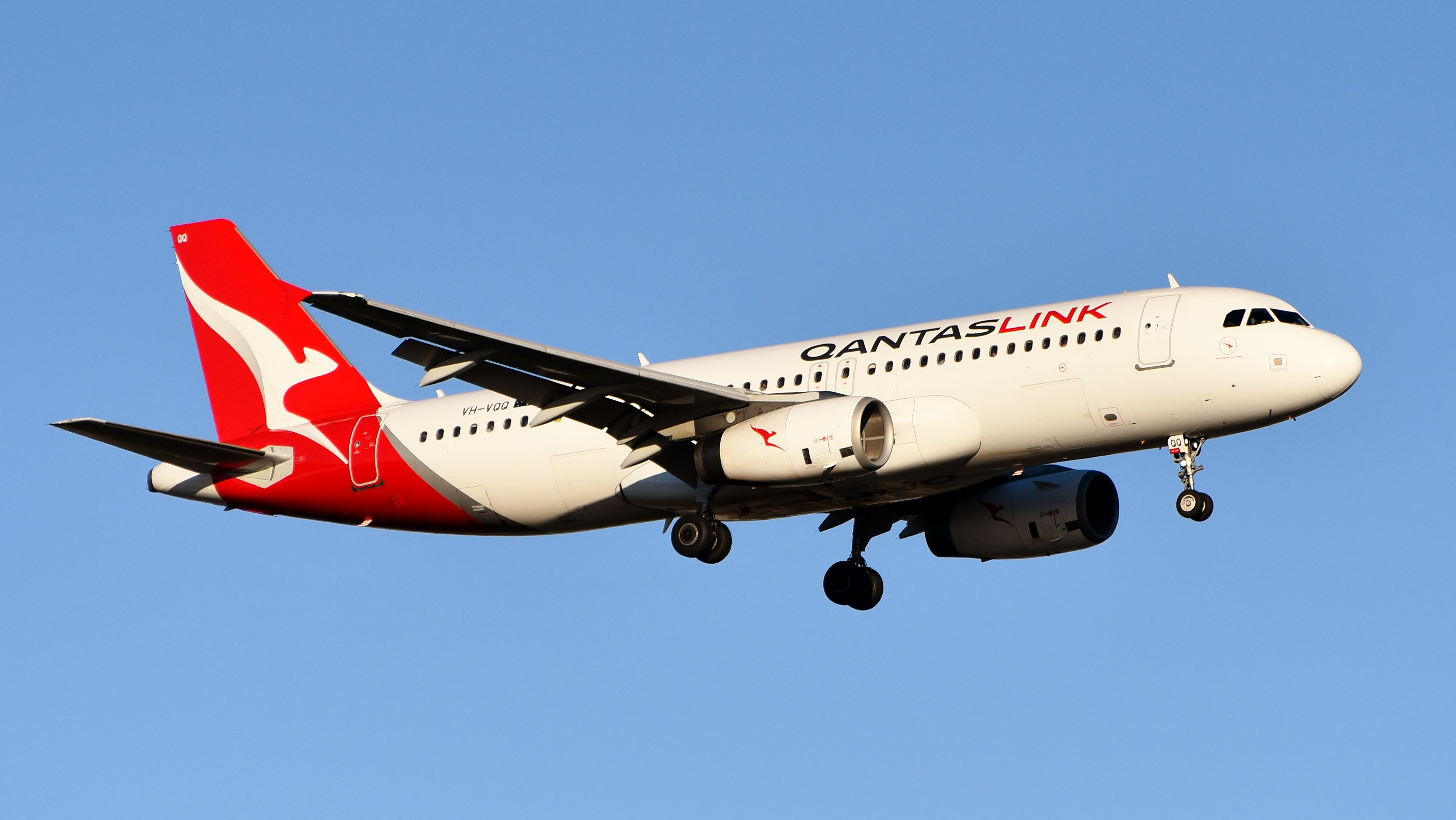
エアバスA320-200（カンタス・リンク）
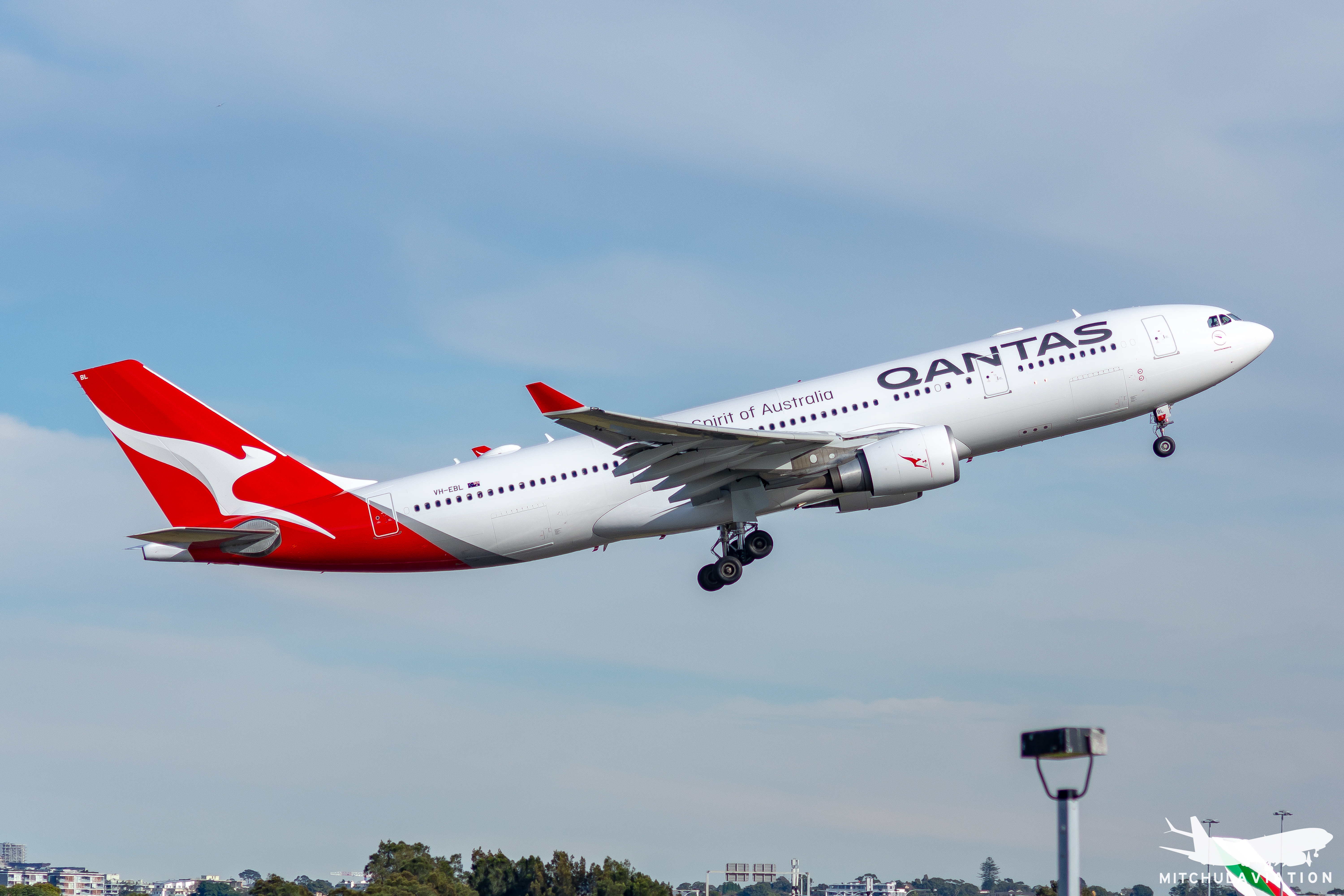
エアバスA330-200
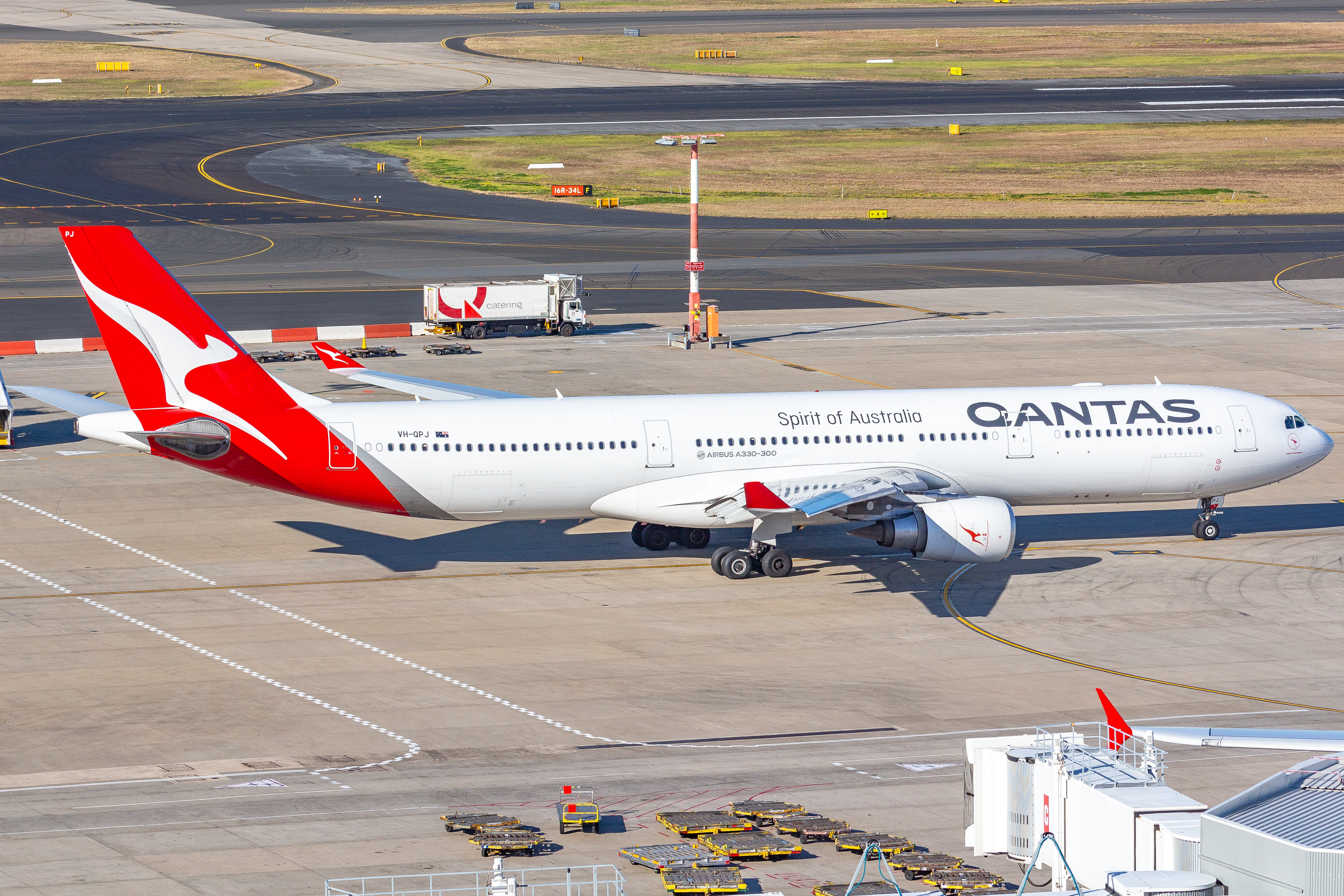
エアバスA330-300
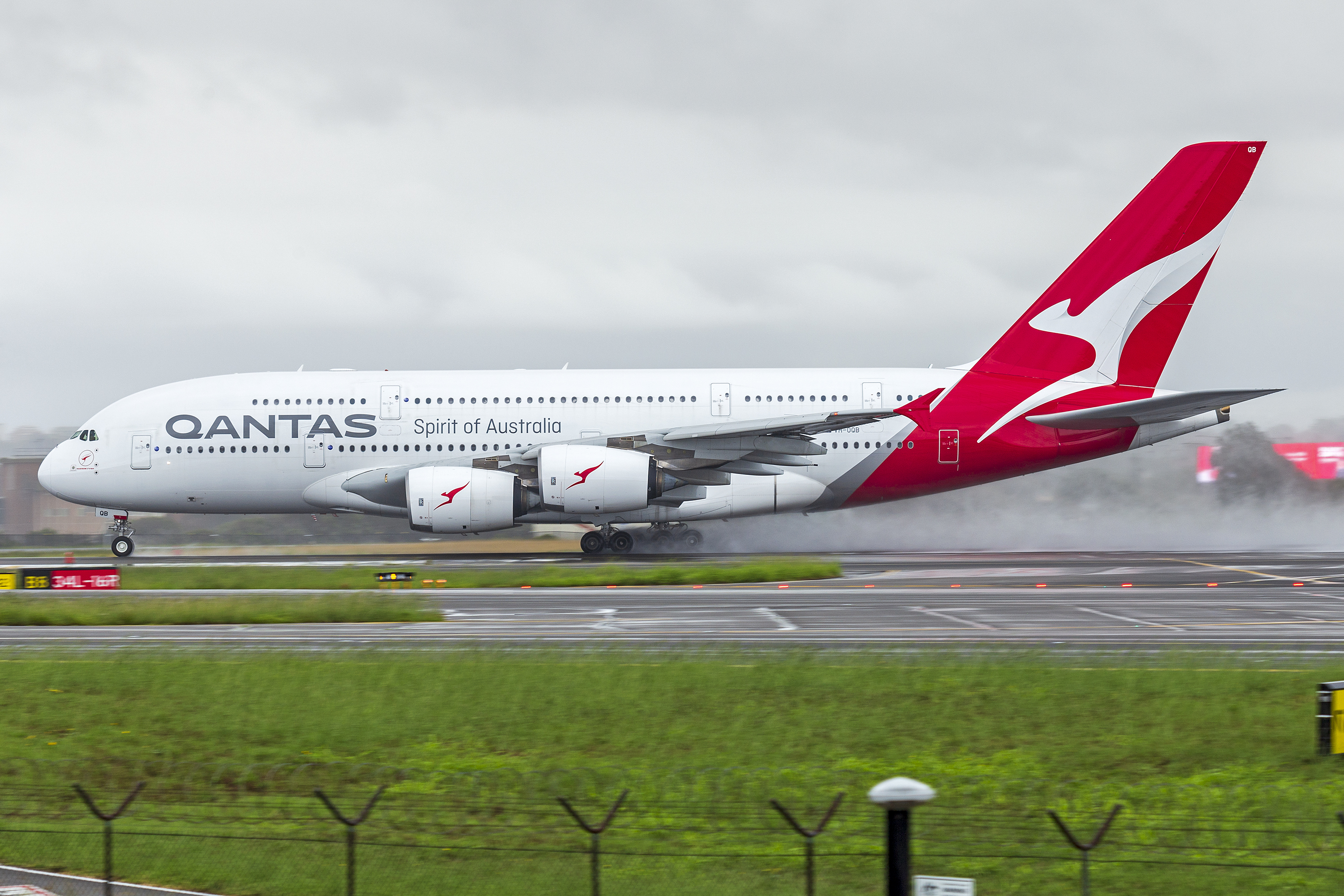
エアバスA380-800
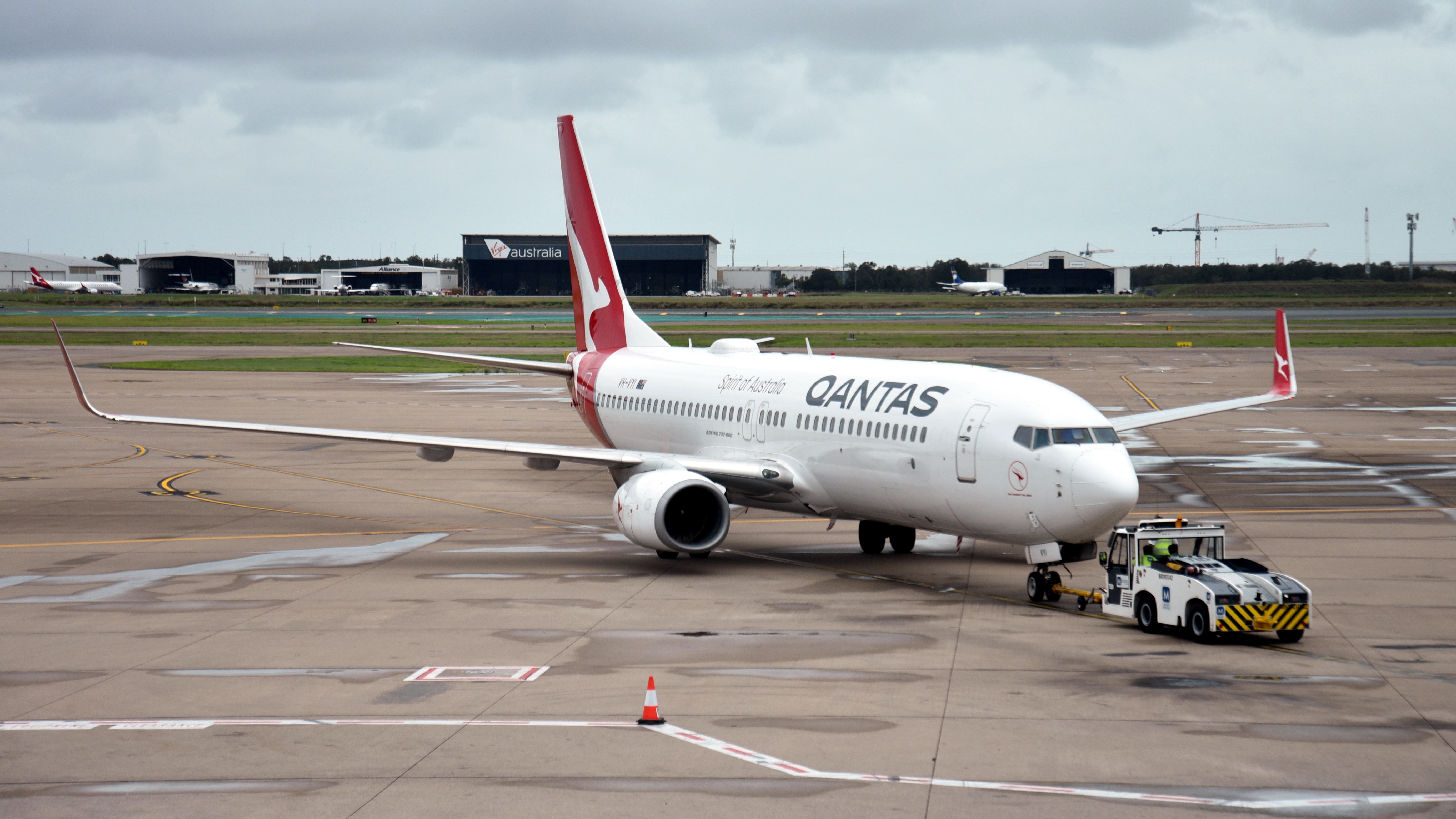
ボーイング737-800
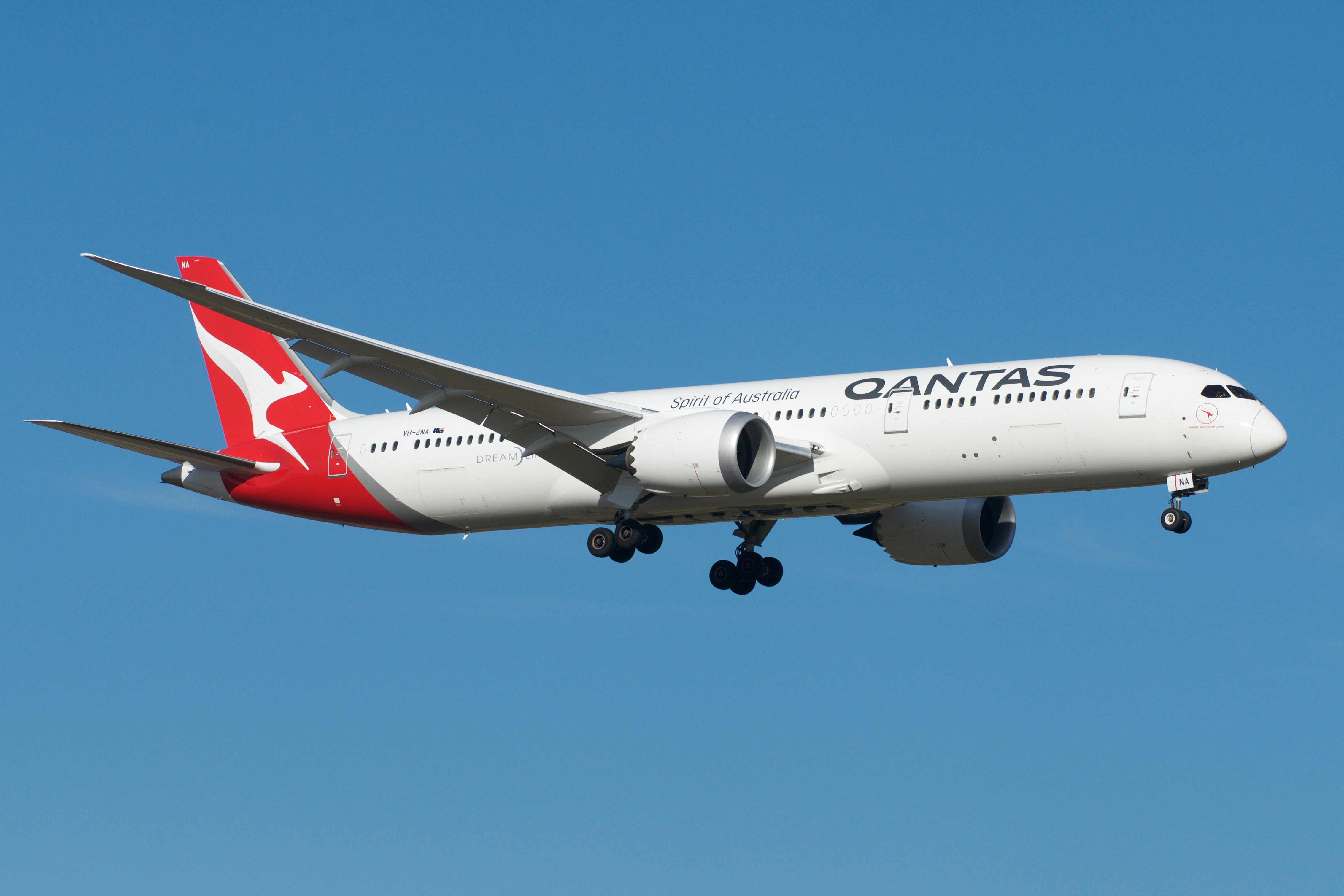
ボーイング787-9
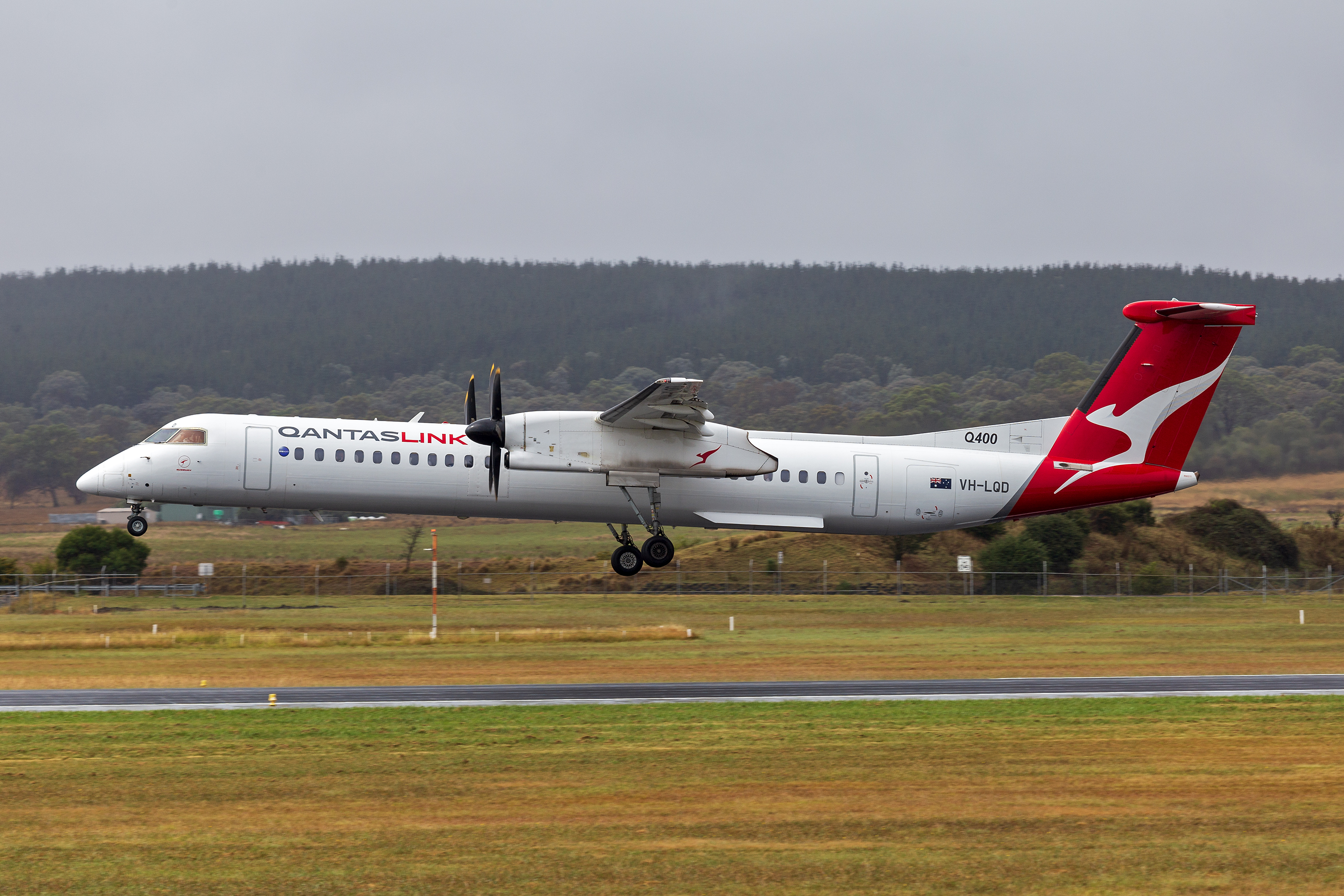
ボンバルディア DHC-8-Q400（カンタス・リンク）
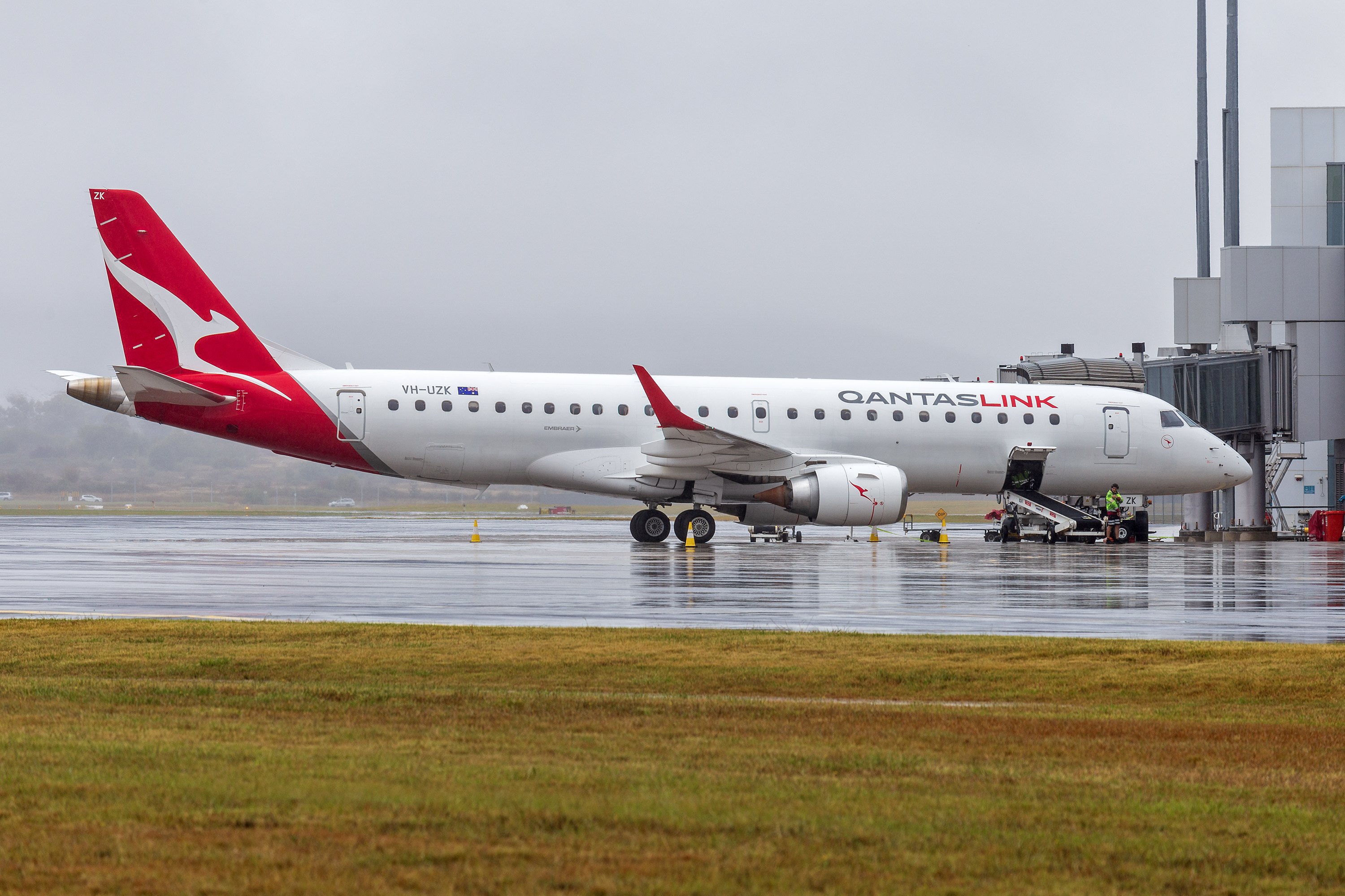
エンブラエル E190（カンタス・リンク）
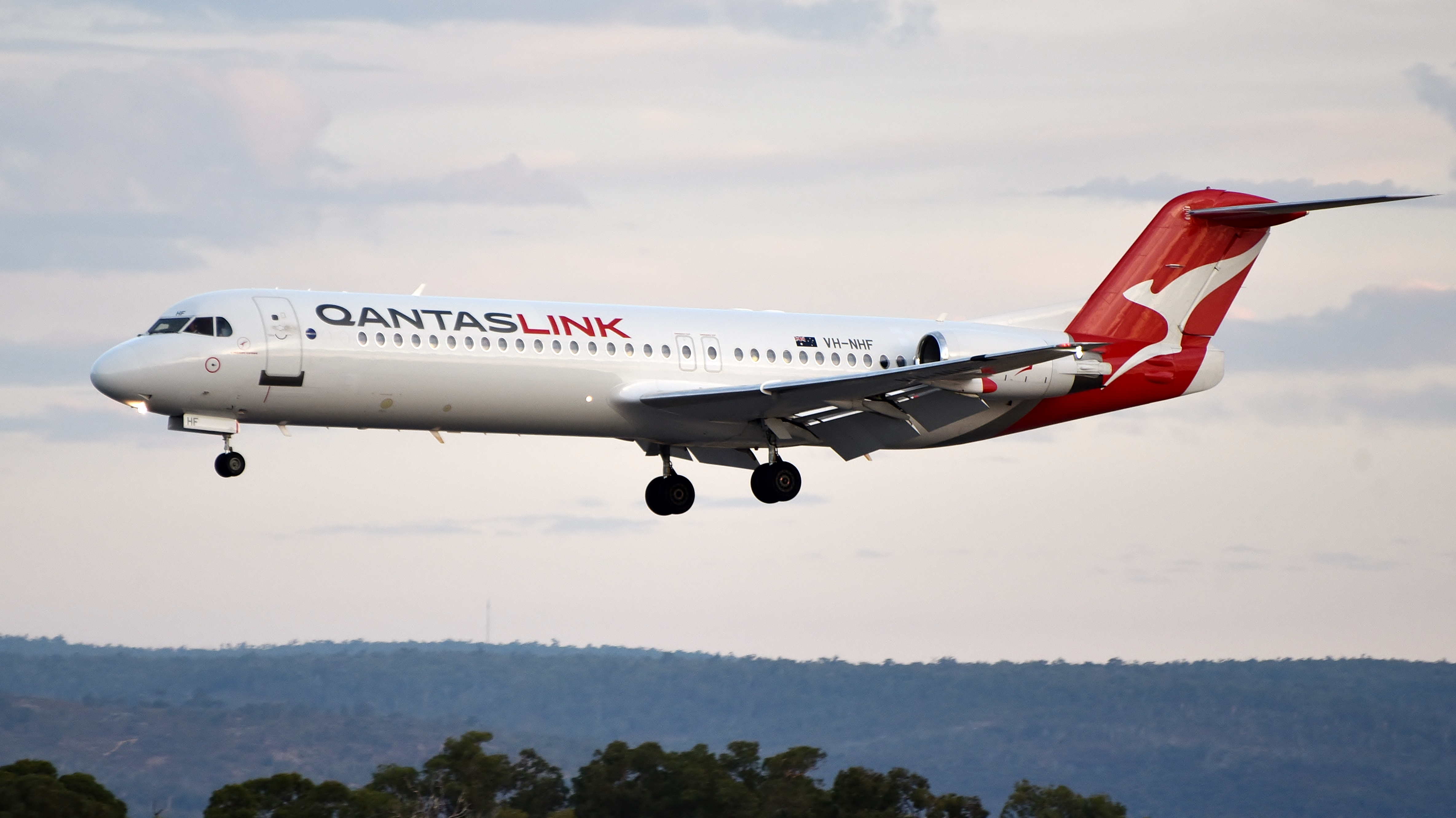
フォッカー 100（カンタス・リンク）

### 過去の保有機材

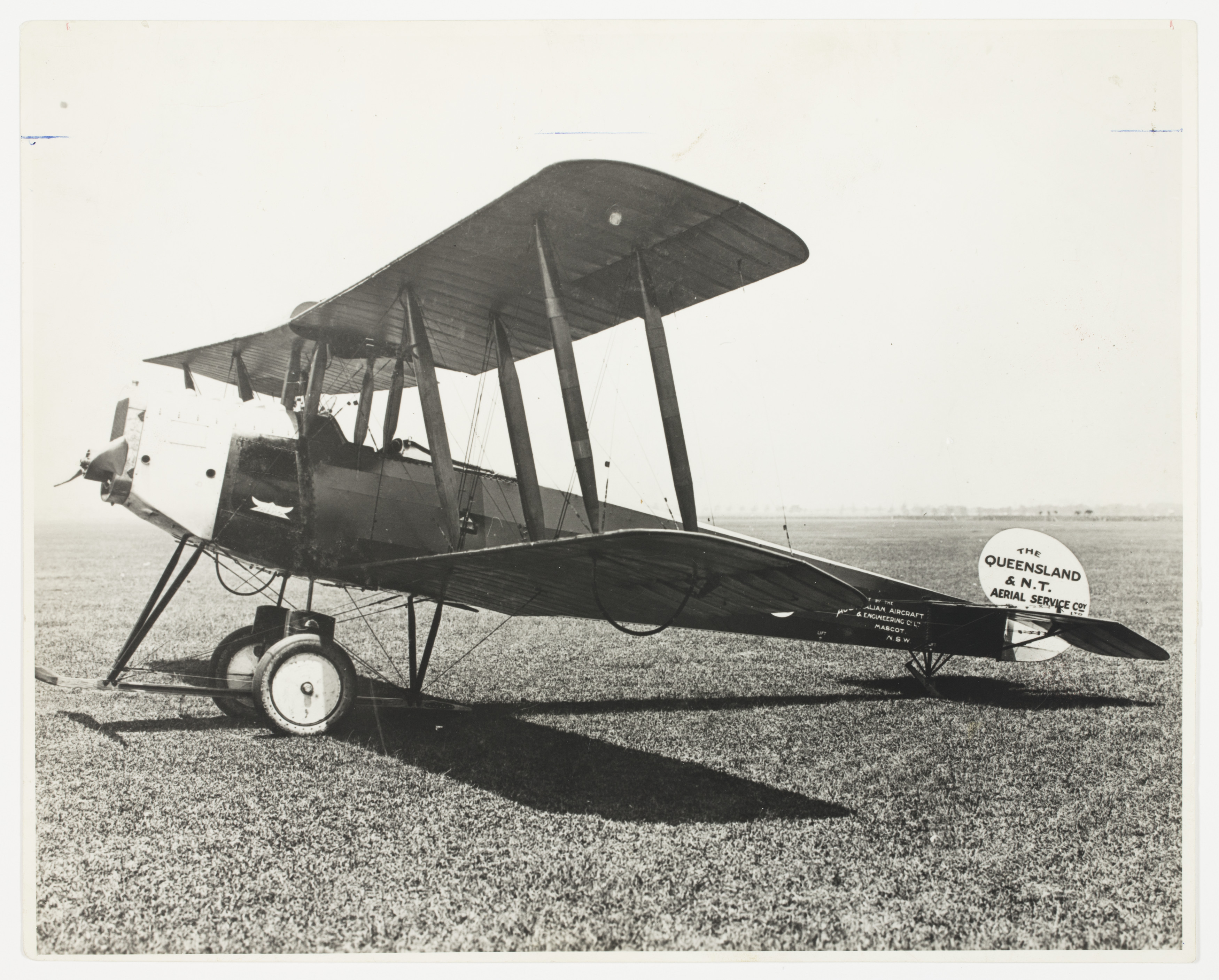
アブロ 504
- アブロ ランカストリアン
- エアバスA300B4-200
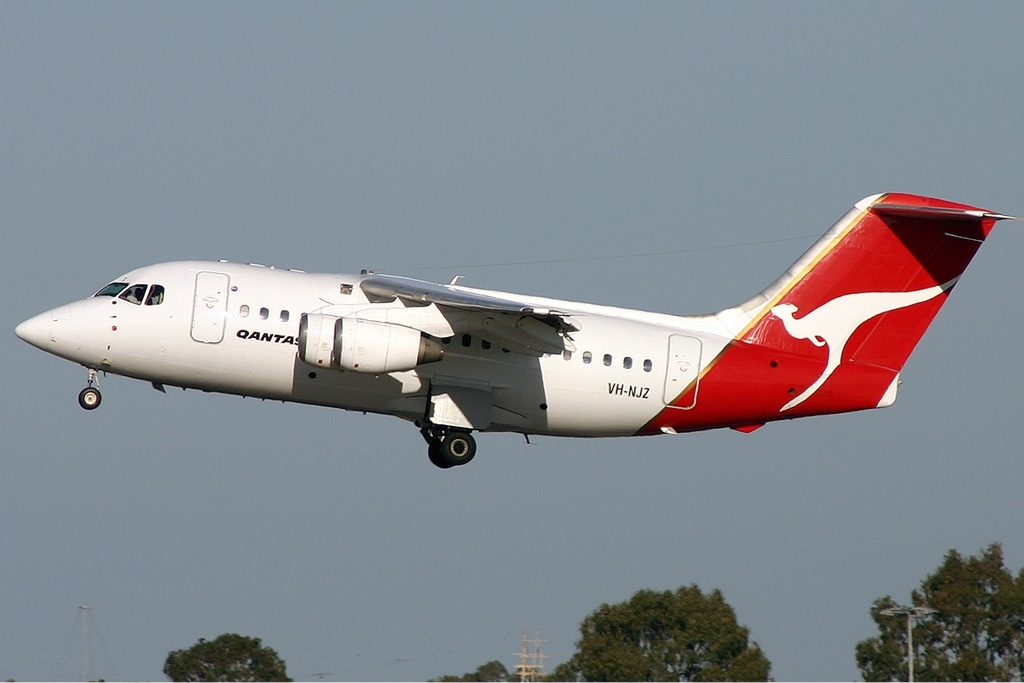
BAe 146-100/200/300
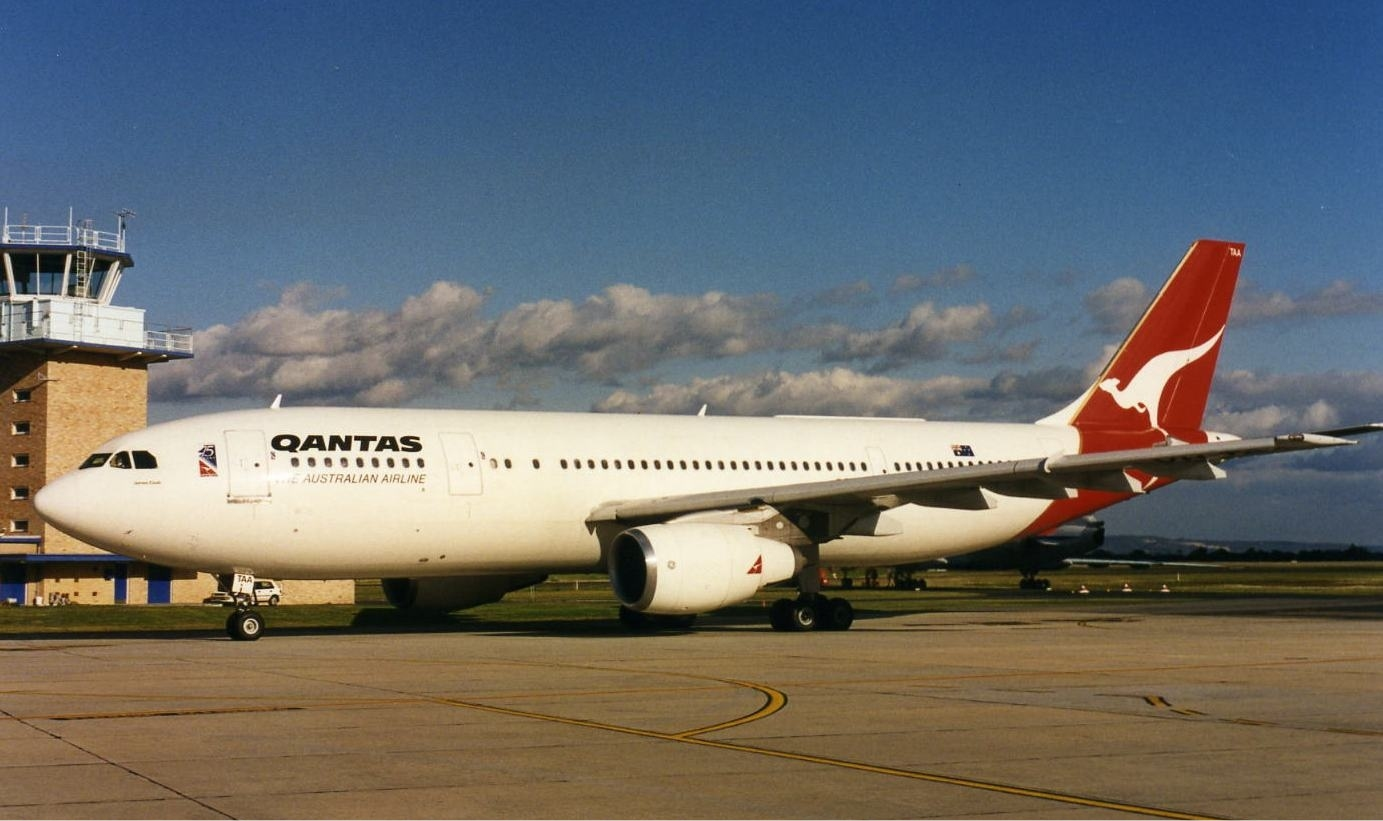
エアバスA300
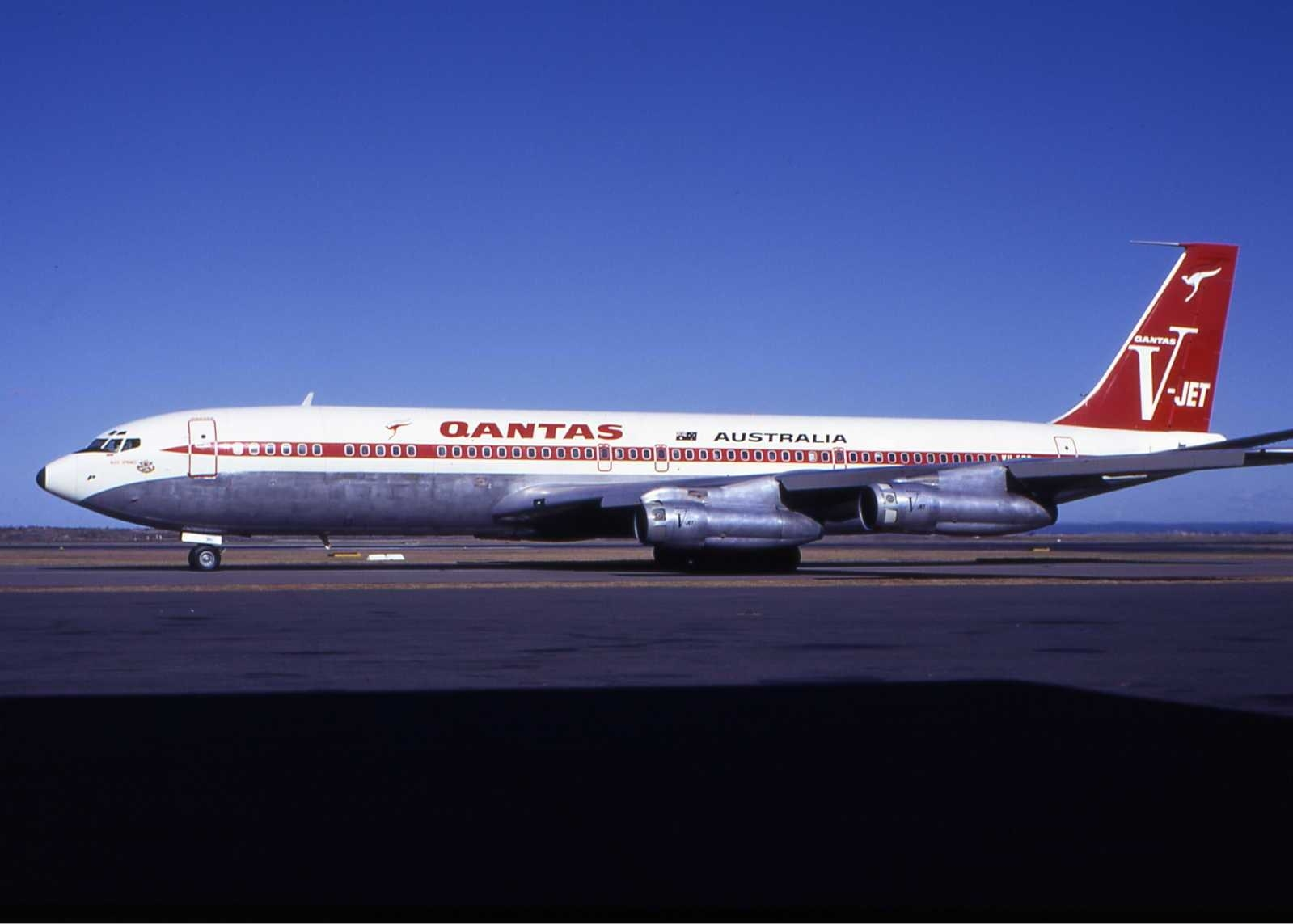
ボーイング707-120/320C
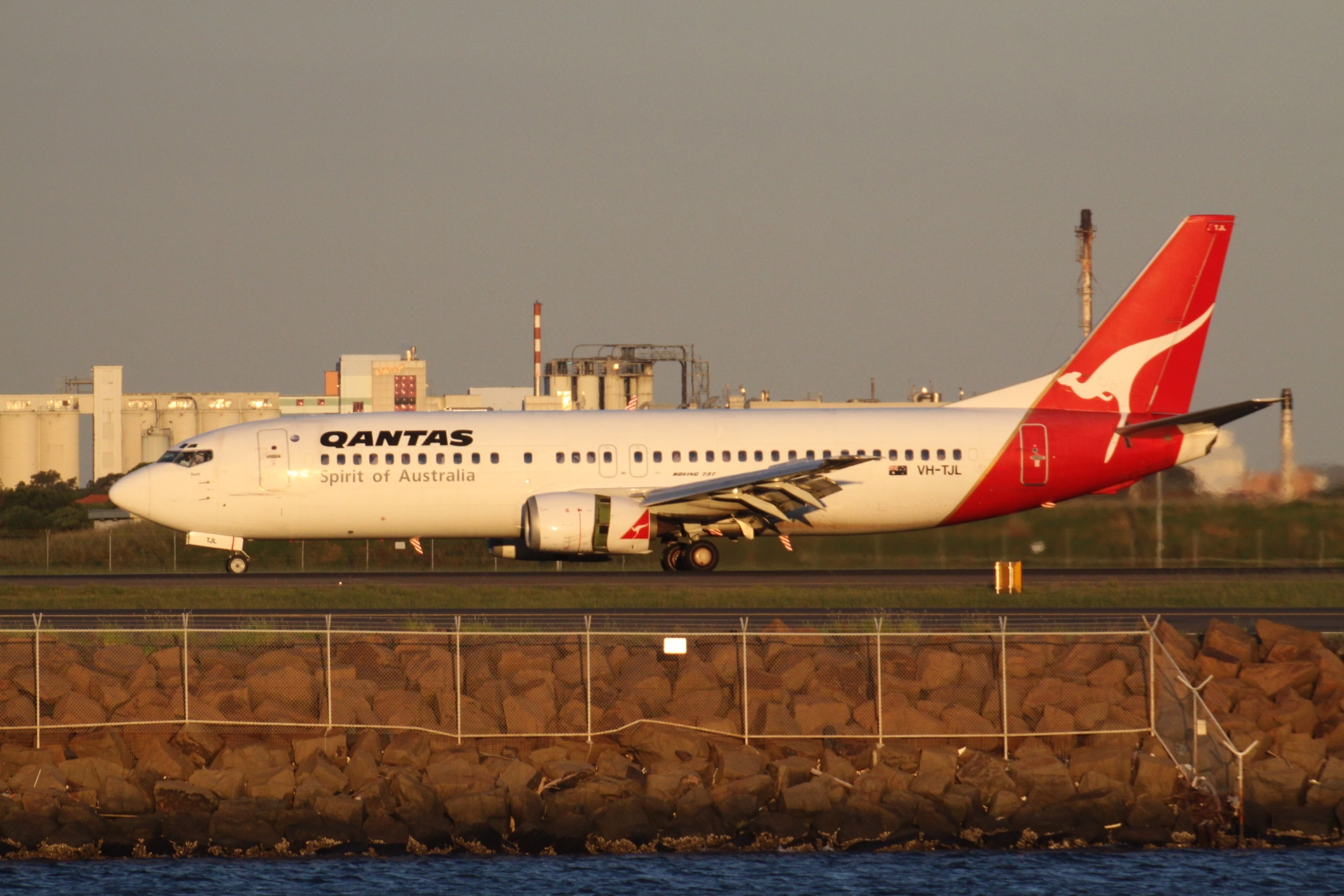
ボーイング717-200
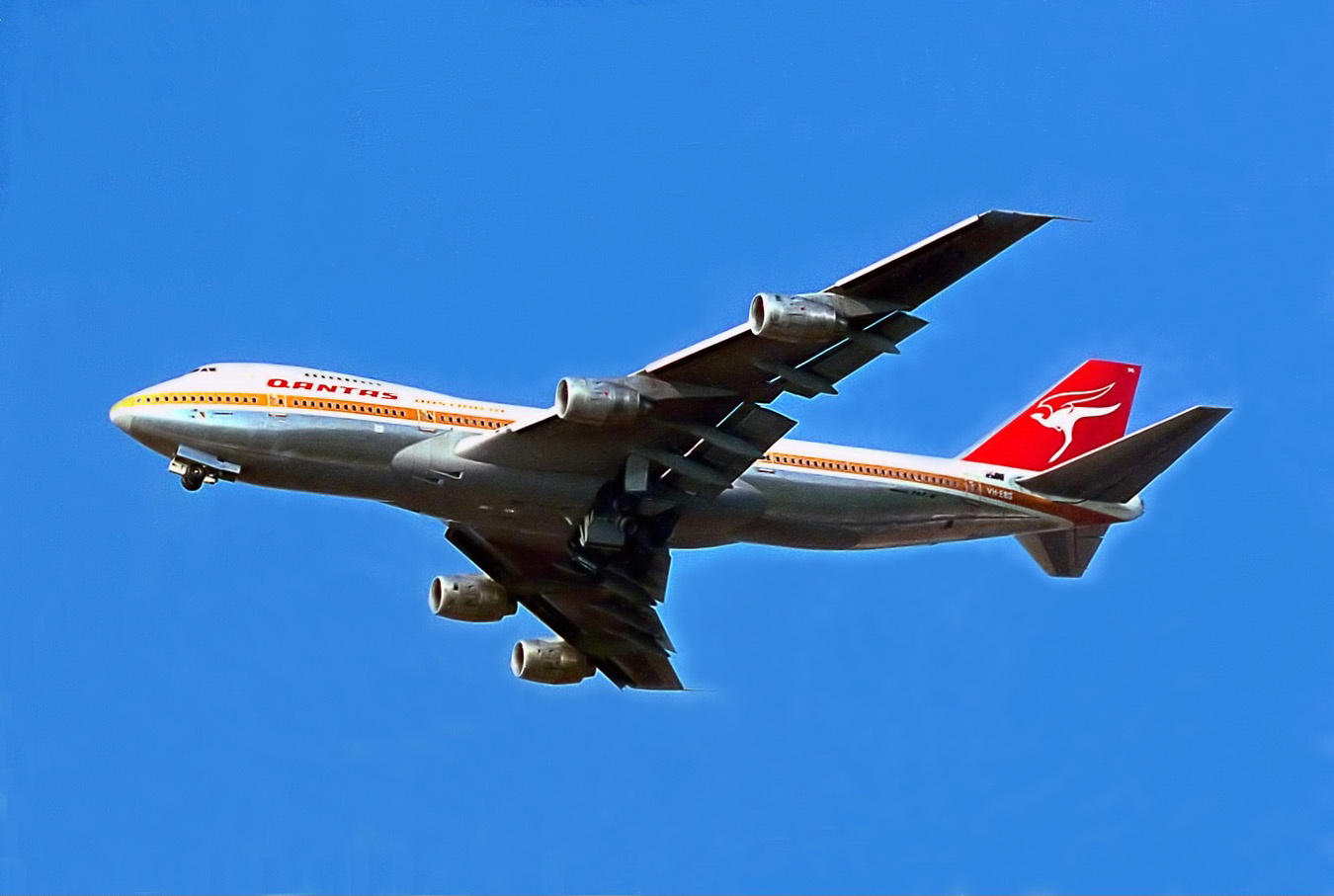
ボーイング737-300/300BDSF/400/400SF
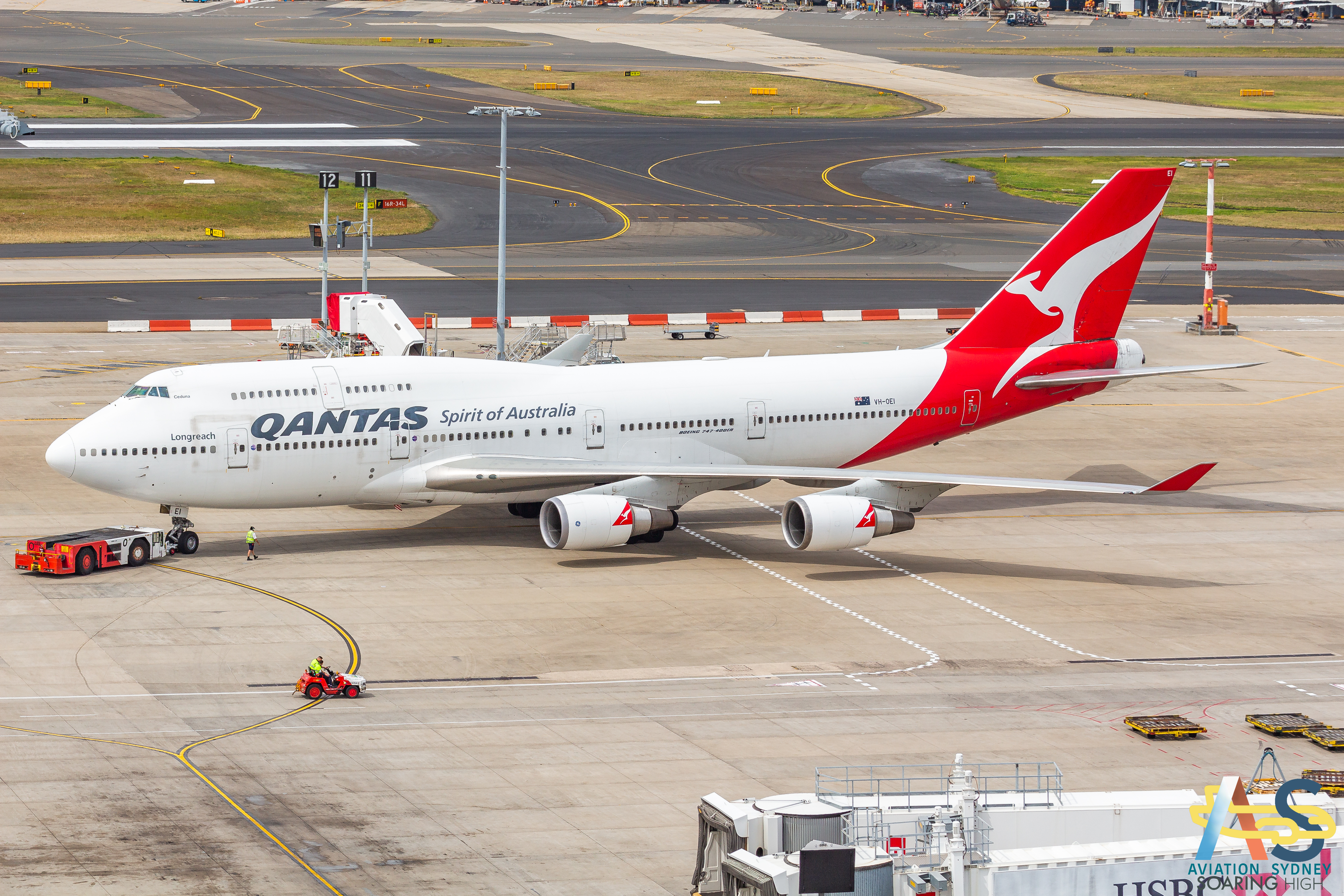
ボーイング747-100/200B/200M
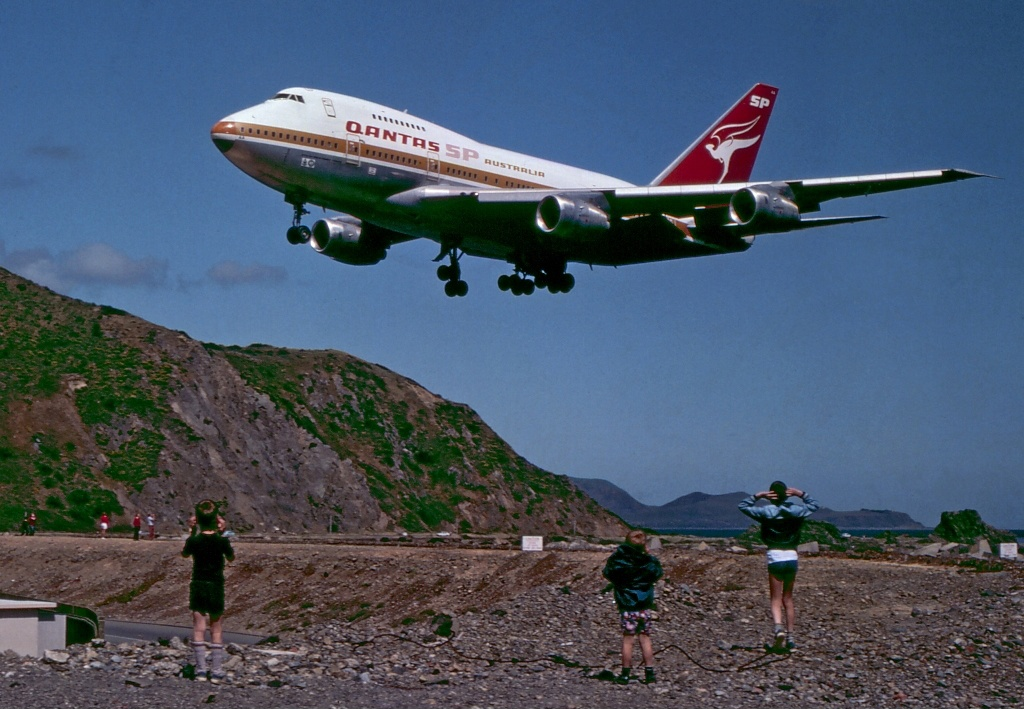
ボーイング747-300
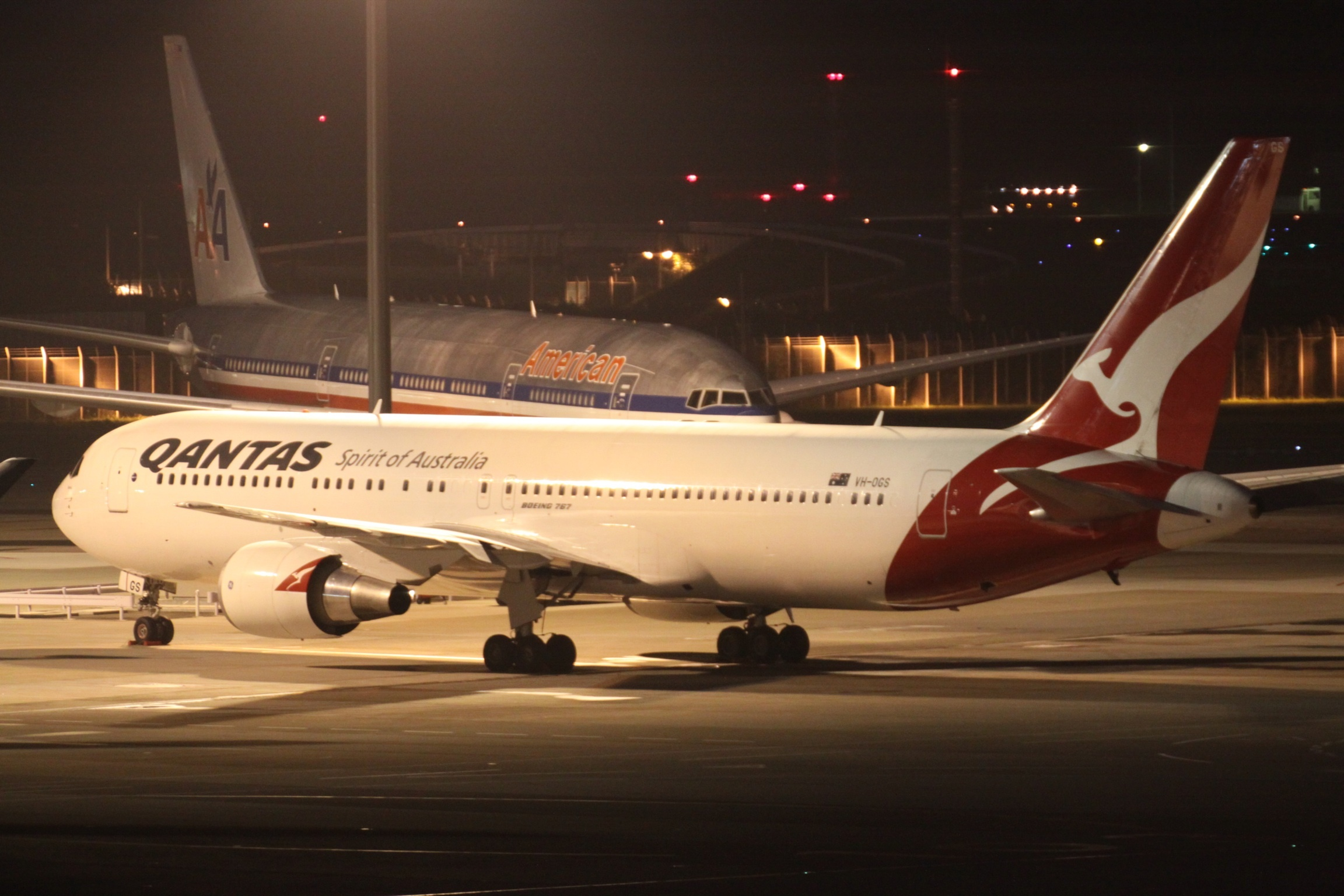
ボーイング767-300ER
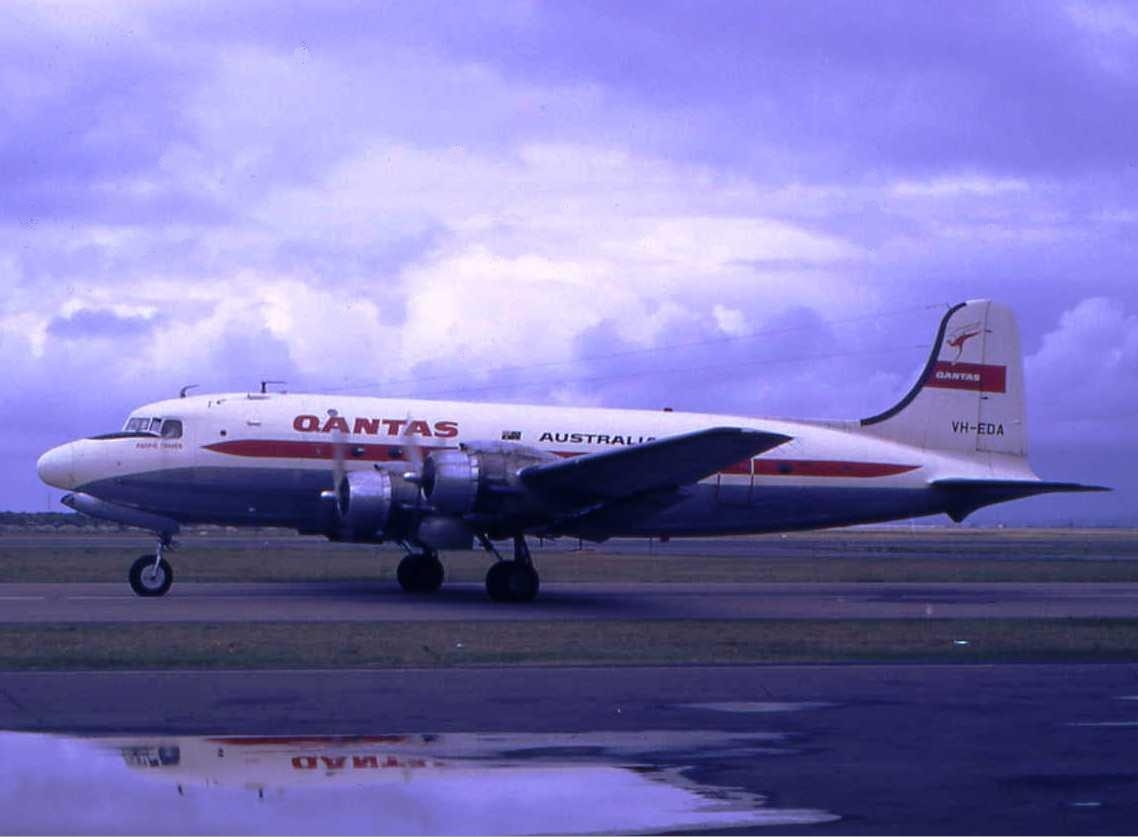
ダグラス DC-4
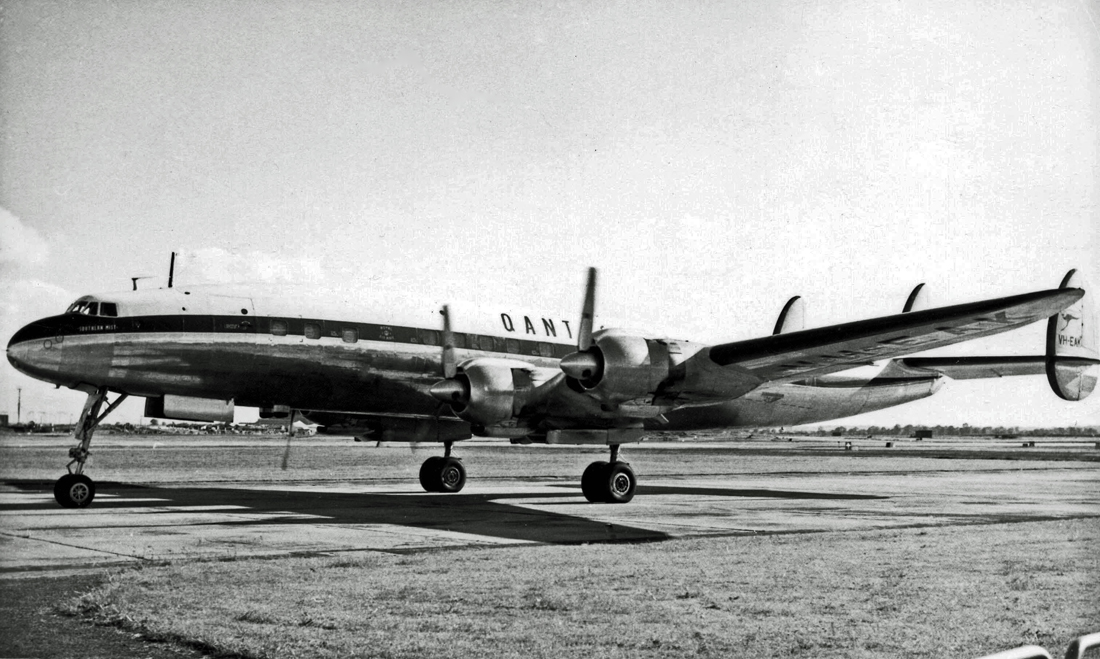
ロッキード L-1049 スーパーコンステレーション

　→1992年から1994年にかけて、一部機体を日本航空に乗務員ごとリースしていた。詳細は「日本との関係」項目を参照。
- ボーイング747-400/400ER
- ボーイング747-SP
- ボーイング767-200ER/300ER/300F
- デ・ハビランド DH.106 コメット
- デ・ハビランド・カナダ DHC-8-100
- ダグラス DC-3
- ダグラス DC-4
- ロッキード L-749 コンステレーション
- ロッキード L-1049 スーパーコンステレーション
- ロッキード L-188 エレクトラ
- PBY カタリナ
- ショート サンドリンガム（英語版）
- ショート 360

- アブロ 504
- BAe 146-100（カンタス・リンク）
- エアバスA300
- ボーイング707-320C
- ボーイング737-400
- ボーイング747-200B
- ボーイング747-400ER
- ボーイング747-SP
- ボーイング767-300ER
- ダグラス DC-4
- ロッキード L-1049 スーパーコンステレーション

### 特別塗装機
"Nalanji Dreaming"
ボーイング747-300(VH-EBU),(＊)
"Wunala Dreaming"
初号機-ボーイング747-400(VH-OJB),(＊＊)
2号機-ボーイング747-400ER(VH-OEJ)
"Yananyi Dreaming"
ボーイング737-800(VH-VXB)（ヤナニは先住民の言葉で、意味は「旅行している」または「行っている」である。）
ボーイング787-9(VH-ZND)
"Formula 1"
ボーイング747-400(VH-OJC),(＊＊)
"QANTAS SOCCEROOS"
ボーイング747-400(VH-OJS)
"one world"
ボーイング747-400ER(VH-OEB),(＊＊＊)
ボーイング747-400(VH-OJU)（＊）
エアバス330-200(VH-EBL)（＊＊）
エアバス330-200(VH-EBV)
"COME PLAY"
ボーイング747-400ER(VH-OEB)（＊）
"Mendoowoorrji"
ボーイング737-800(VH-XZJ)
"Retro Roo I"
ボーイング737-800(VH-XZP)
"Retro Roo II"
ボーイング737-800(VH-VXQ)
"100 QANTAS"
ボーイング787-9(VH-ZNJ)
(＊)；現在は機体そのものが同社から退役している。,(＊＊)；現在は通常塗装による運航である。,(＊＊＊)；現在は別の特別塗装による運航である。

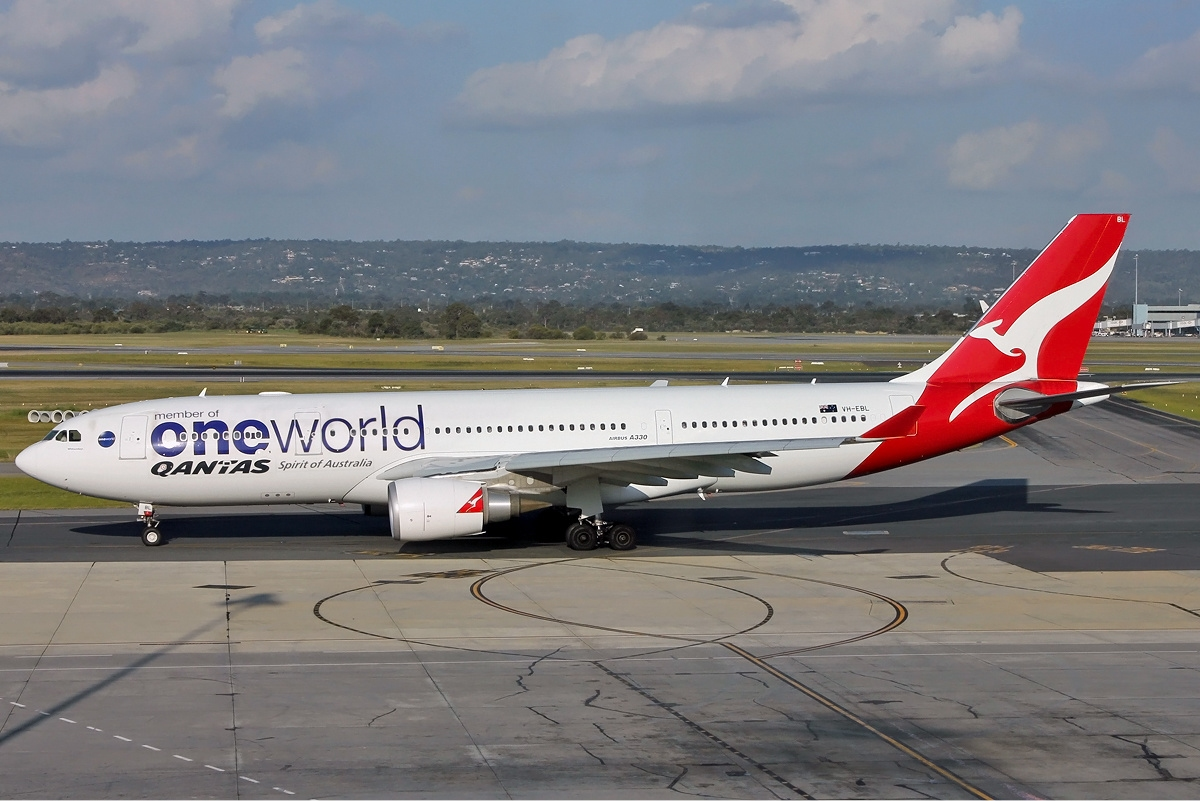
エアバス A330-200（VH-EBL）
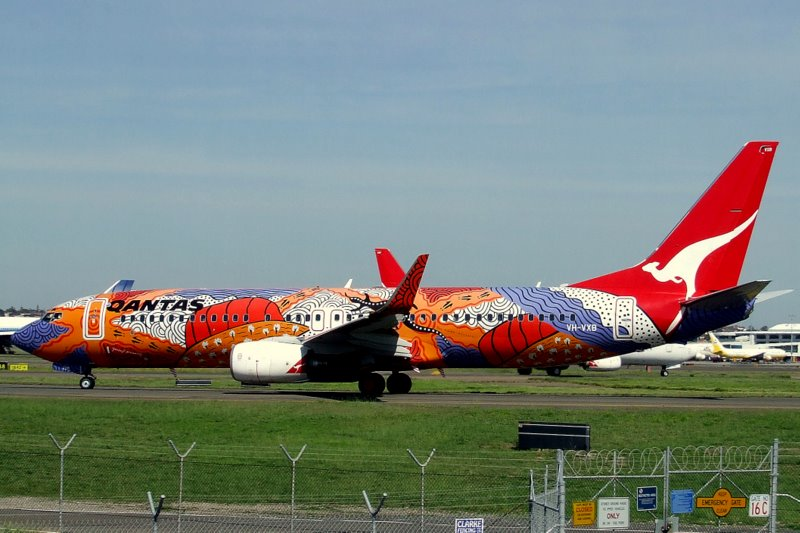
ボーイング 737-800（VH-VXB）
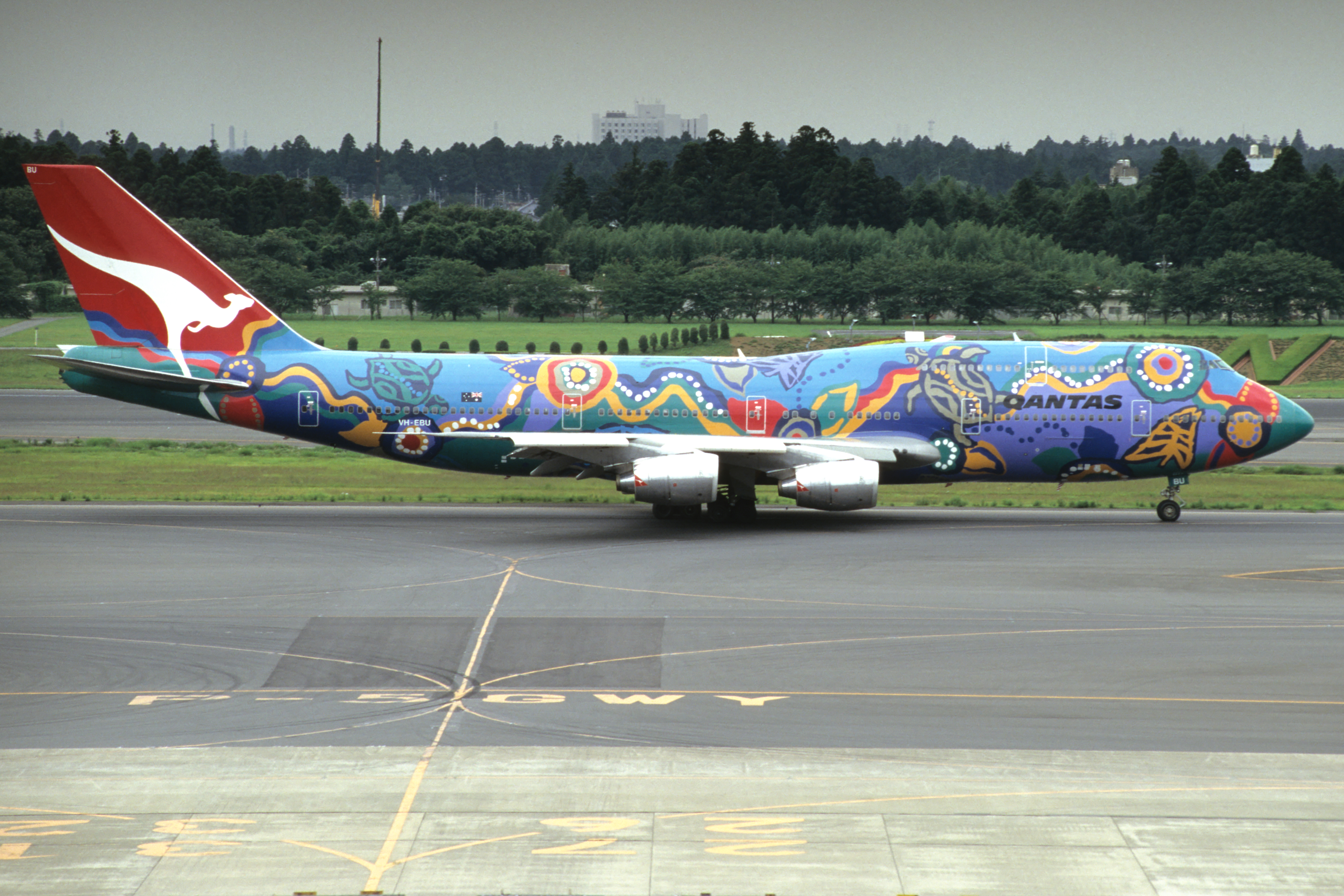
ボーイング 747-300（VH-EBU）
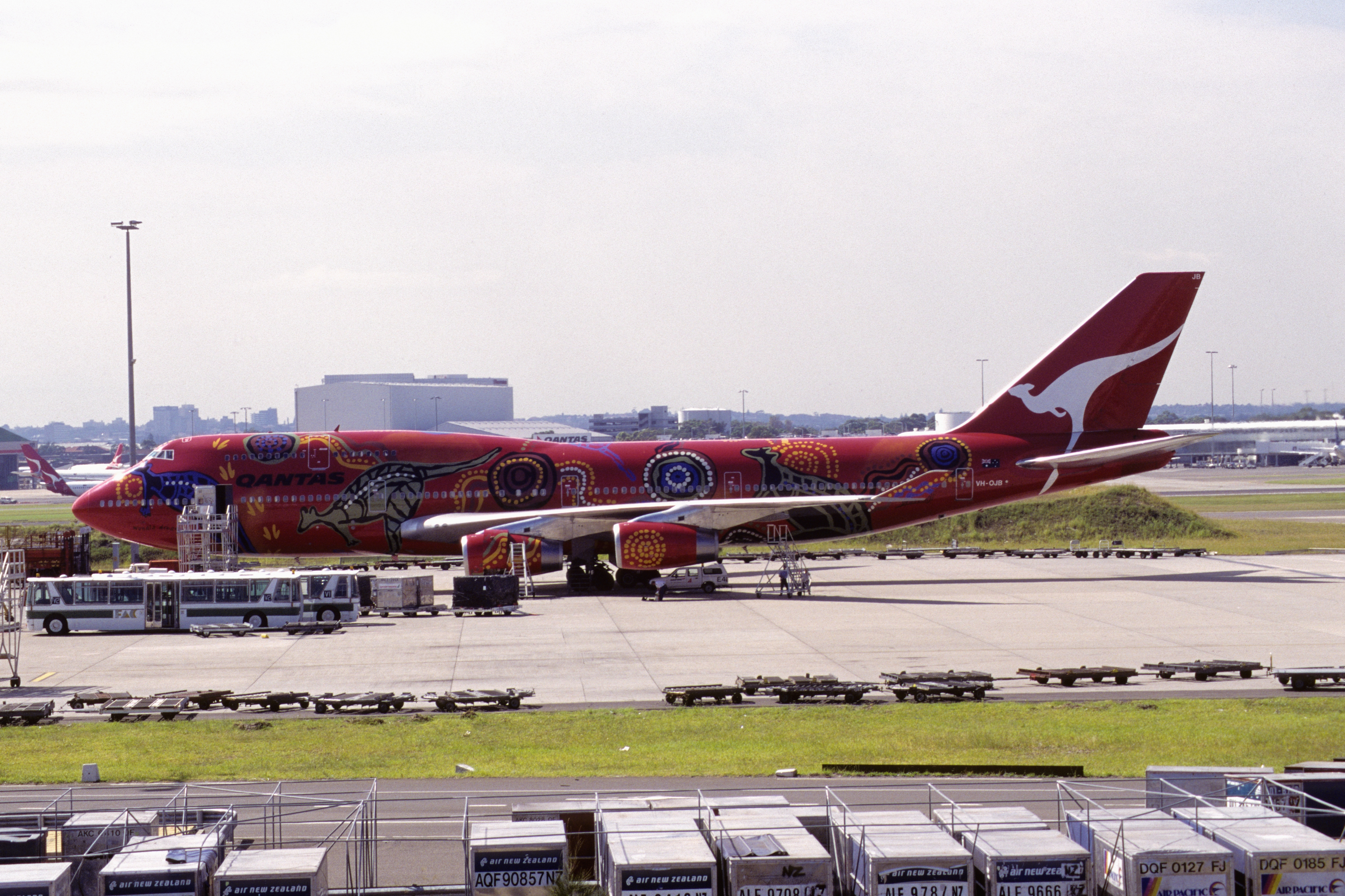
ボーイング 747-400（VH-OJB）
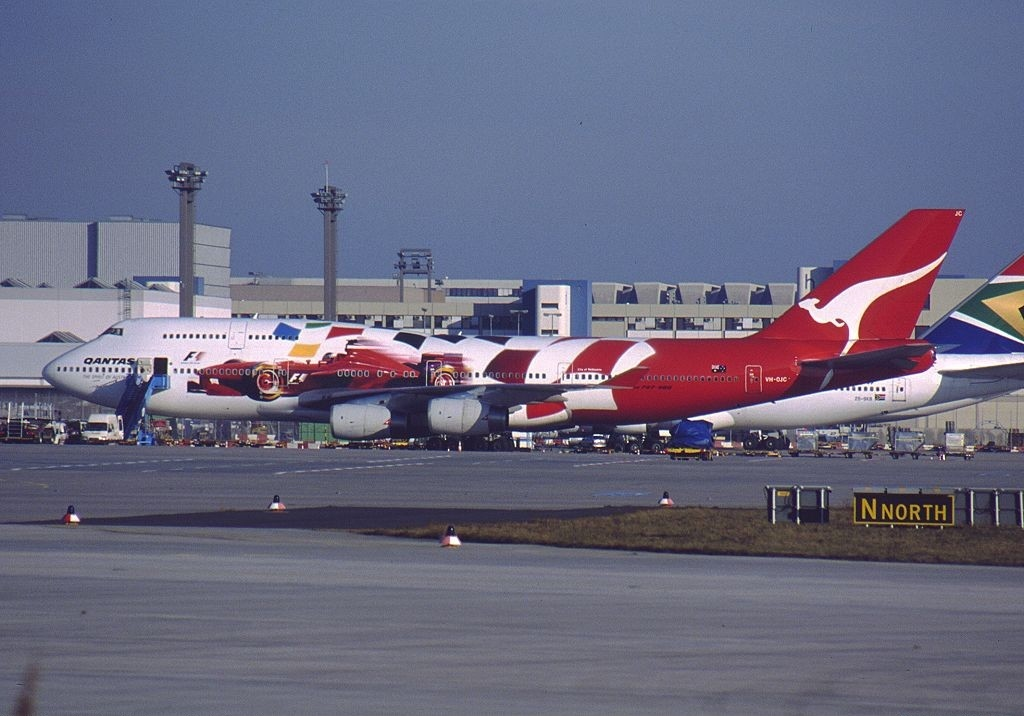
ボーイング 747-400（VH-OJC）
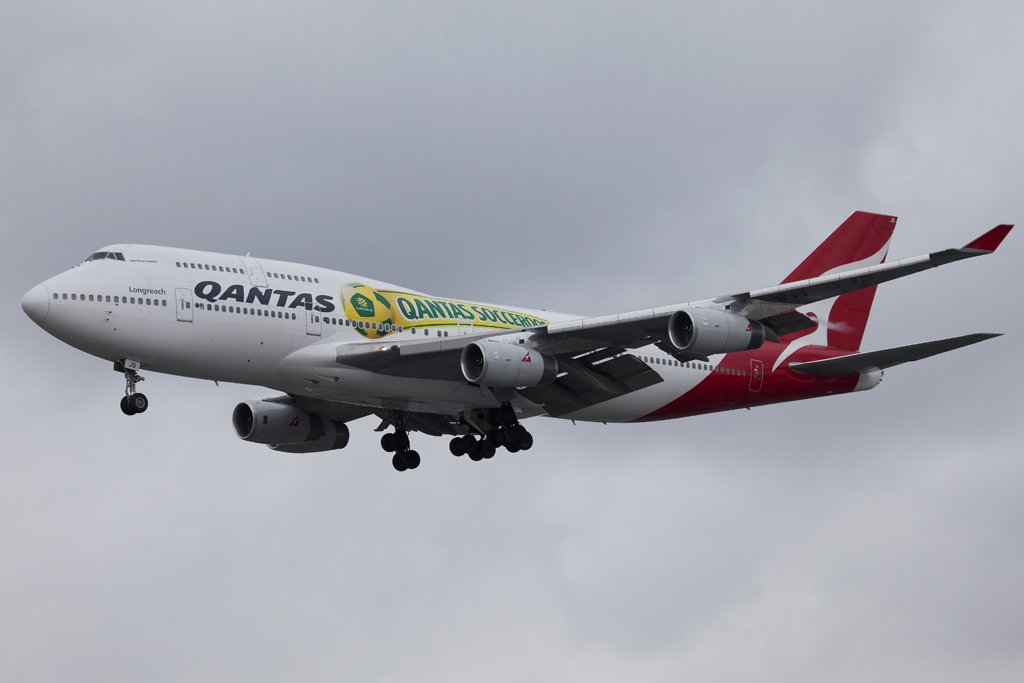
ボーイング 747-400（VH-OJS）
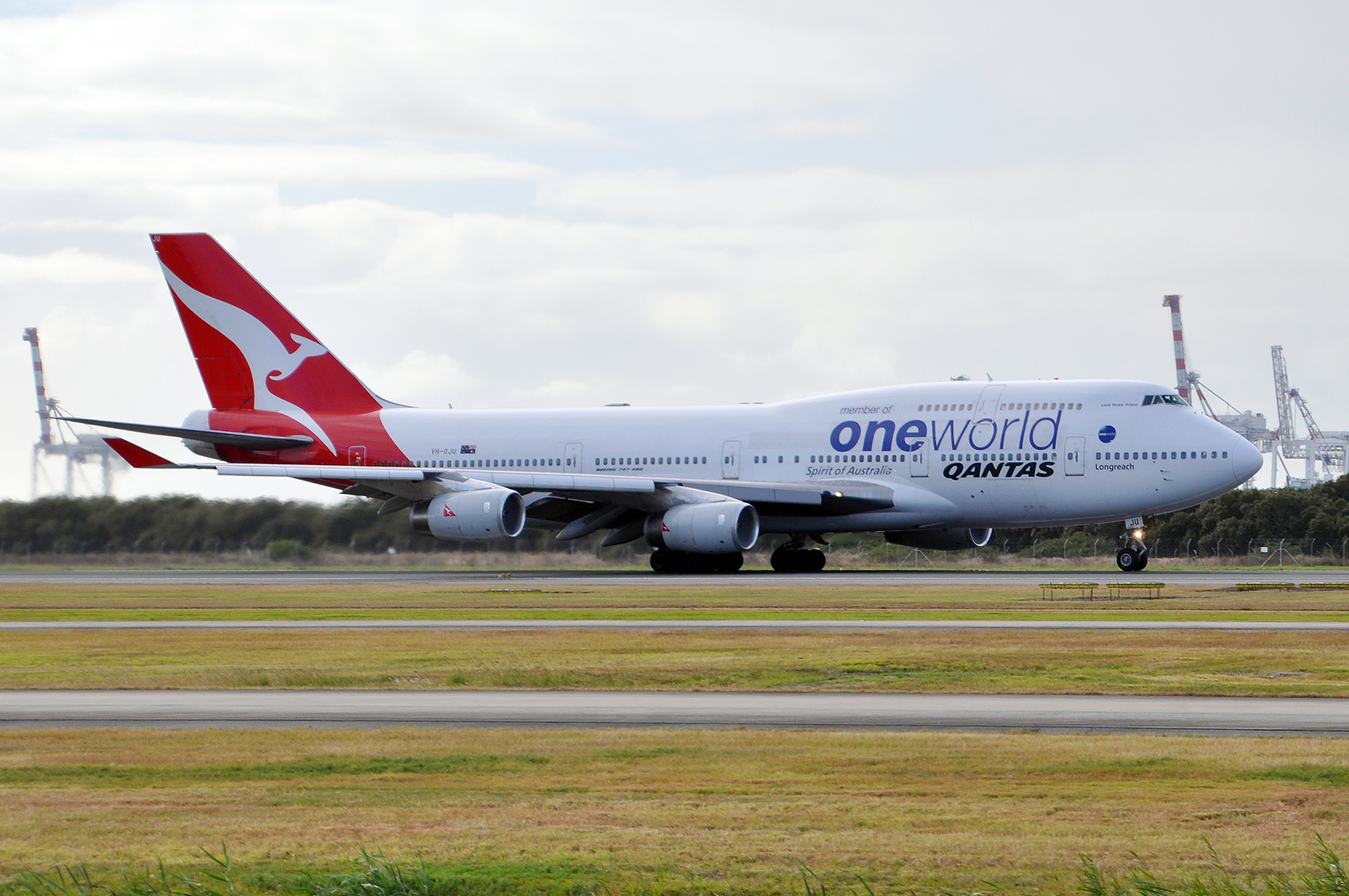
ボーイング 747-400（VH-OJU）
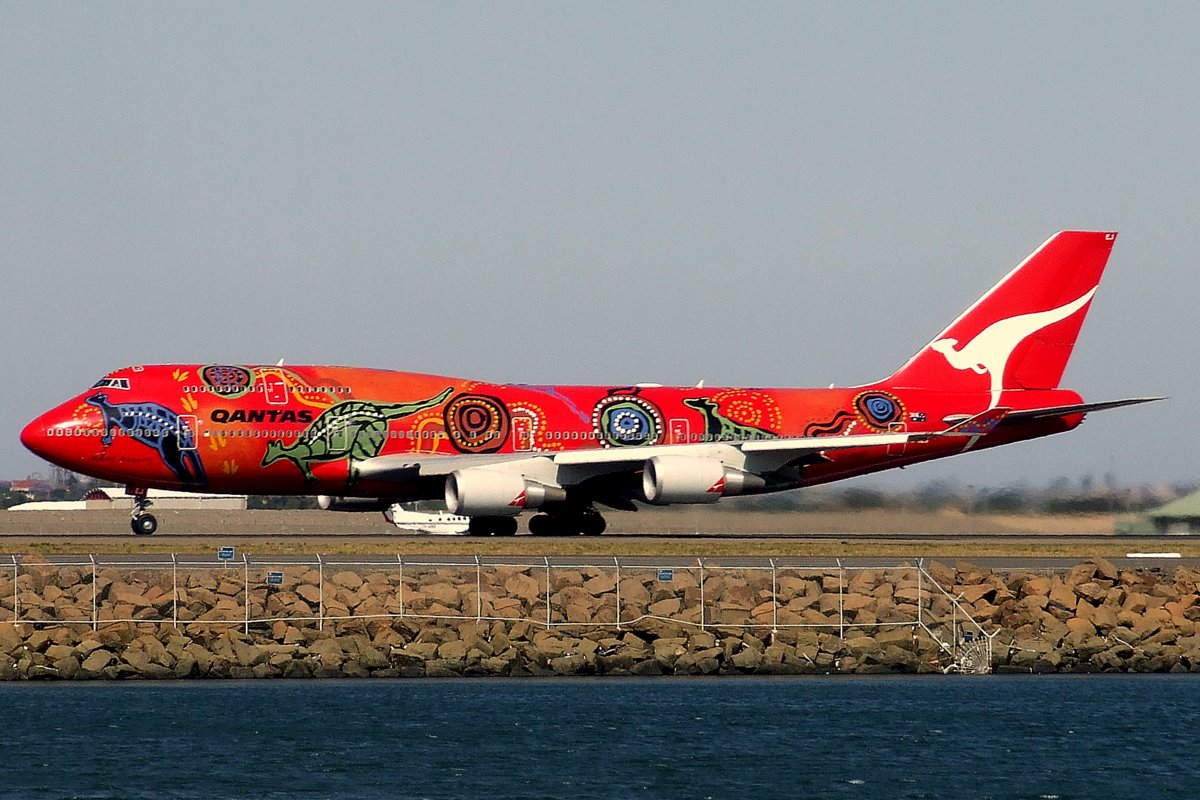
ボーイング 747-400ER（VH-OEJ）
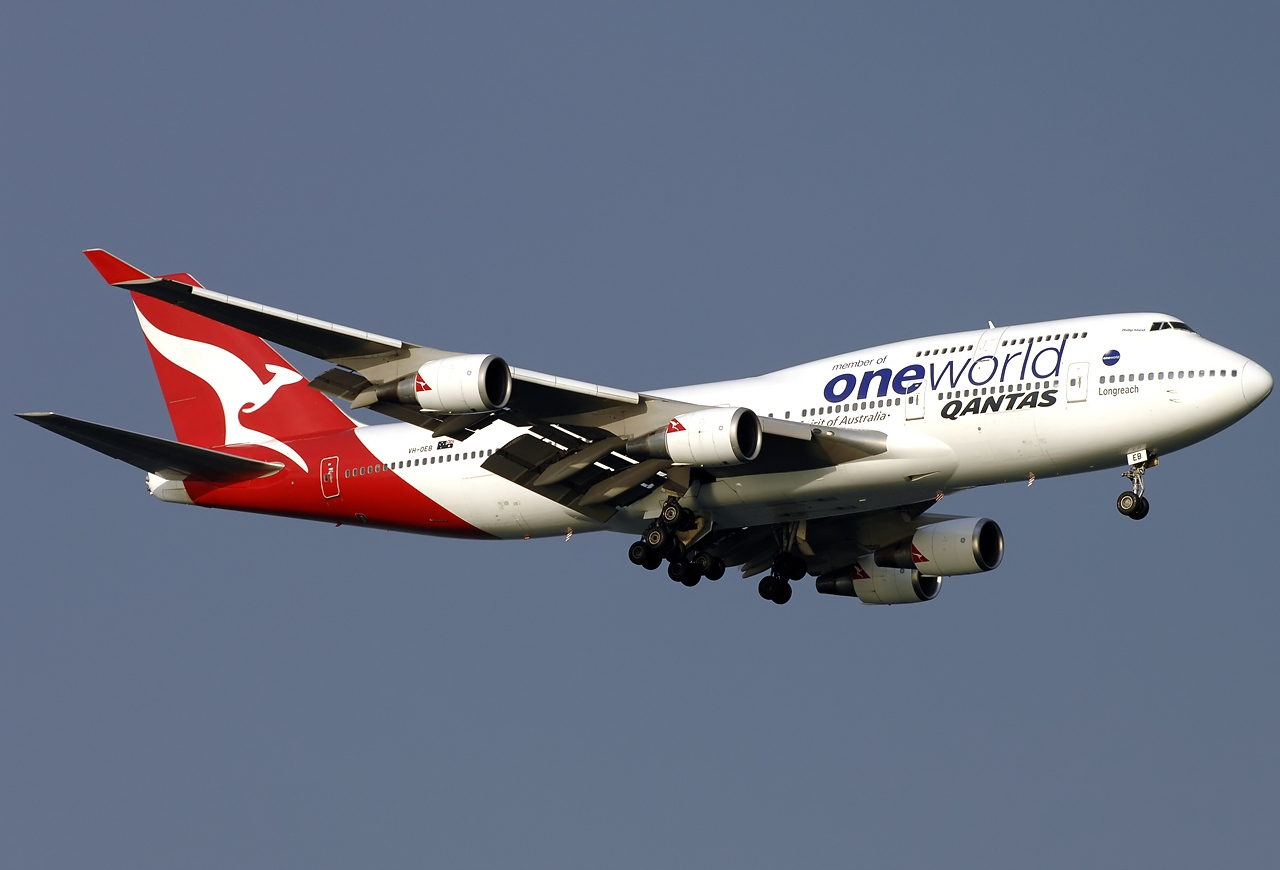
ボーイング 747-400ER（VH-OEB）
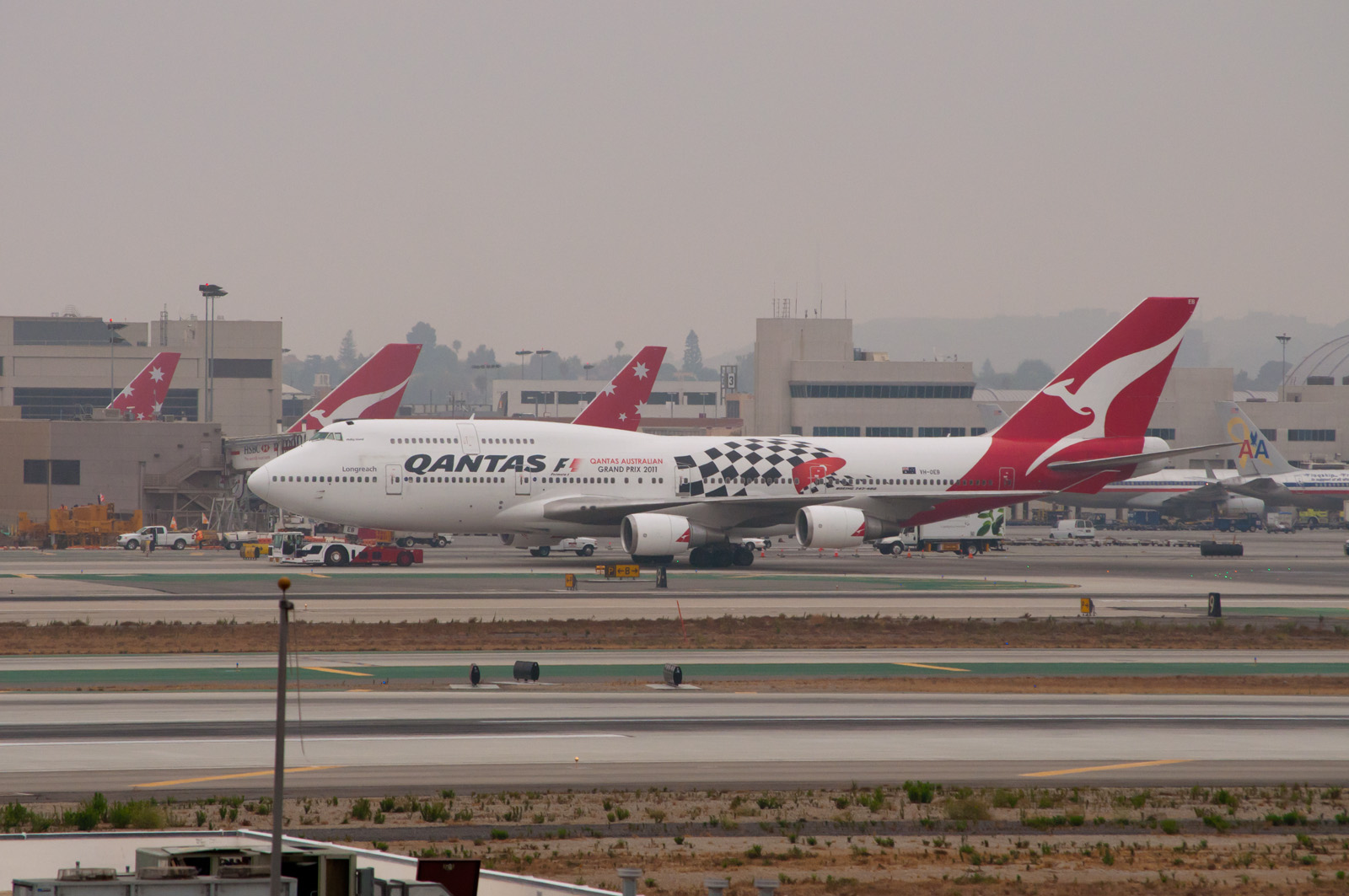
ボーイング 747-400ER（VH-OEB）
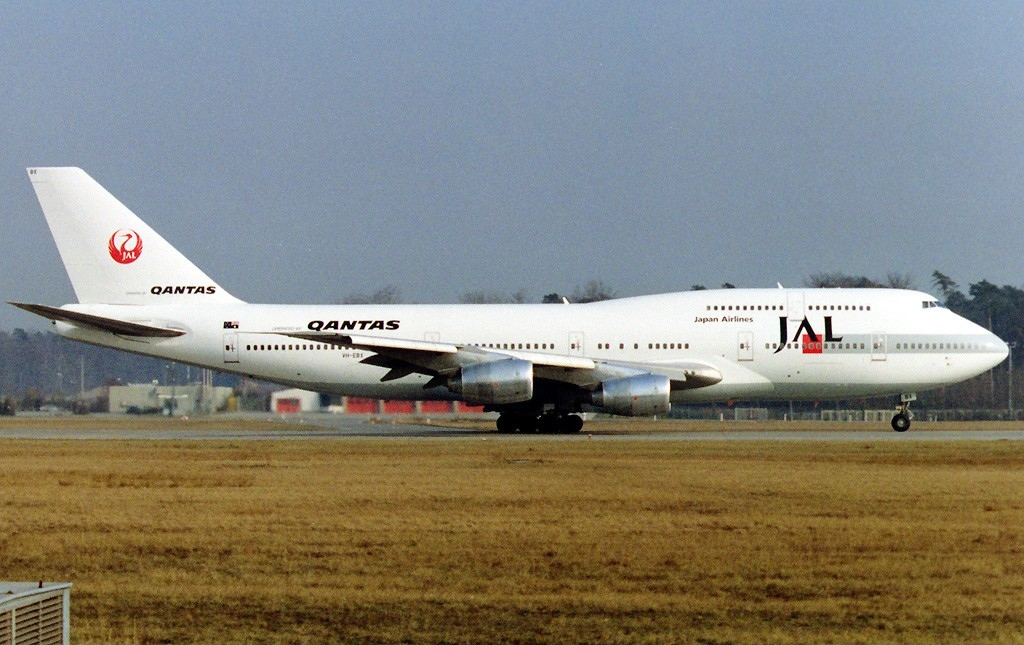
ボーイング 747-300（VH-EBX）

## 就航都市
| カンタス航空 就航都市 (2019年4月現在) | カンタス航空 就航都市 (2019年4月現在) | カンタス航空 就航都市 (2019年4月現在)  | カンタス航空 就航都市 (2019年4月現在)                                  | カンタス航空 就航都市 (2019年4月現在) |
| ------------------------------------- | ------------------------------------- | -------------------------------------- | ---------------------------------------------------------------------- | ------------------------------------- |
| 国                                    | 都市                                  | 空港                                   | 備考                                                                   |                                       |
| オセアニア                            |                                       |                                        |                                                                        |                                       |
| オーストラリア                        | シドニー                              | シドニー国際空港                       | メインハブ空港                                                         |                                       |
| オーストラリア                        | メルボルン                            | メルボルン空港                         | ハブ空港                                                               |                                       |
| オーストラリア                        | ブリスベン                            | ブリスベン国際空港                     | ハブ空港                                                               |                                       |
| オーストラリア                        | アデレード                            | アデレード空港                         | 準ハブ空港                                                             |                                       |
| オーストラリア                        | パース                                | パース空港                             | 準ハブ空港                                                             |                                       |
| オーストラリア                        | ケアンズ                              | ケアンズ国際空港                       | 焦点都市                                                               |                                       |
| オーストラリア                        | ダーウィン                            | ダーウィン国際空港                     | 焦点都市                                                               |                                       |
| オーストラリア                        | キャンベラ                            | キャンベラ国際空港                     |                                                                        |                                       |
| オーストラリア                        | ホバート                              | ホバート国際空港                       |                                                                        |                                       |
| オーストラリア                        | アリス・スプリングス                  | アリス・スプリングス空港               |                                                                        |                                       |
| オーストラリア                        | エアーズロック                        | エアーズロック空港                     |                                                                        |                                       |
| オーストラリア                        | マッカイ                              | マッカイ空港                           |                                                                        |                                       |
| オーストラリア                        | マウント・アイザ                      | マウント・アイザ空港                   |                                                                        |                                       |
| オーストラリア                        | タウンズビル                          | タウンズビル空港                       |                                                                        |                                       |
| オーストラリア                        | ブルーム                              | ブルーム国際空港                       |                                                                        |                                       |
| オーストラリア                        | エクスマス                            | エクスマス空港                         |                                                                        |                                       |
| オーストラリア                        | カルグーリー                          | カルグーリー・ボルダー空港             |                                                                        |                                       |
| オーストラリア                        | カラーッサ                            | カラーッサ空港                         |                                                                        |                                       |
| オーストラリア                        | パラバドゥー                          | パラバドゥー 空港                      |                                                                        |                                       |
| オーストラリア                        | ポートヘッドランド                    | ポートヘッドランド空港                 |                                                                        |                                       |
| ニュージーランド                      | オークランド                          | オークランド国際空港                   |                                                                        |                                       |
| ニュージーランド                      | クライストチャーチ                    | クライストチャーチ国際空港             |                                                                        |                                       |
| ニュージーランド                      | ウェリントン                          | ウェリントン国際空港                   |                                                                        |                                       |
| ニュージーランド                      | クイーンズタウン                      | クイーンズタウン空港                   |                                                                        |                                       |
| ニューカレドニア                      | ヌメア                                | ヌメア国際空港                         |                                                                        |                                       |
| 東アジア                              |                                       |                                        |                                                                        |                                       |
| 日本                                  | 東京                                  | 東京国際空港                           |                                                                        |                                       |
| 日本                                  | 東京                                  | 成田国際空港                           |                                                                        |                                       |
| 日本                                  | 大阪                                  | 関西国際空港                           | ジェットスター航空で運航                                               |                                       |
| 日本                                  | 札幌                                  | 新千歳空港                             | 季節運航便                                                             |                                       |
| 香港                                  | 香港                                  | 香港国際空港                           | 焦点都市                                                               |                                       |
| 中国                                  | 上海                                  | 上海浦東国際空港                       |                                                                        |                                       |
| 東南アジア                            |                                       |                                        |                                                                        |                                       |
| インドネシア                          | ジャカルタ                            | スカルノハッタ国際空港                 |                                                                        |                                       |
| フィリピン                            | マニラ                                | ニノイ・アキノ国際空港                 |                                                                        |                                       |
| シンガポール                          | シンガポール                          | シンガポール・チャンギ国際空港         | 準ハブ空港                                                             |                                       |
| タイ                                  | バンコク                              | スワンナプーム国際空港                 |                                                                        |                                       |
| 南アジア,中東                         |                                       |                                        |                                                                        |                                       |
| インド                                | デリー                                | インディラ・ガンディー国際空港         |                                                                        |                                       |
| インド                                | ベンガルール                          | ケンペコウダ国際空港                   |                                                                        |                                       |
| アラブ首長国連邦                      | ドバイ                                | ドバイ国際空港                         | 2018年3月25日をもって自社便運休 以降エミレーツ運航コードシェア便で運航 |                                       |
| ヨーロッパ                            |                                       |                                        |                                                                        |                                       |
| イギリス                              | ロンドン                              | ロンドン・ヒースロー空港               | 焦点都市、シドニー線はシンガポール経由                                 |                                       |
| フランス                              | フランス                              | シャルル・ド・ゴール空港               |                                                                        |                                       |
| イタリア                              | ローマ                                | フィウミチーノ空港                     |                                                                        |                                       |
| 北アメリカ                            |                                       |                                        |                                                                        |                                       |
| アメリカ合衆国                        | ロサンゼルス                          | ロサンゼルス国際空港                   | A380対応格納庫配置                                                     |                                       |
| アメリカ合衆国                        | サンフランシスコ                      | サンフランシスコ国際空港               |                                                                        |                                       |
| アメリカ合衆国                        | ニューヨーク                          | ジョン・F・ケネディ国際空港            | オークランド経由                                                       |                                       |
| アメリカ合衆国                        | ホノルル                              | ホノルル国際空港                       |                                                                        |                                       |
| アメリカ合衆国                        | ダラス                                | ダラス・フォートワース国際空港         |                                                                        |                                       |
| カナダ                                | バンクーバー                          | バンクーバー国際空港                   |                                                                        |                                       |
| 南アメリカ                            |                                       |                                        |                                                                        |                                       |
| チリ                                  | サンティアゴ (チリ)                   | アルトゥーロ・メリノ・ベニテス国際空港 |                                                                        |                                       |
| アフリカ                              |                                       |                                        |                                                                        |                                       |
| 南アフリカ共和国                      | ヨハネスブルグ                        | O・R・タンボ国際空港                   |                                                                        |                                       |

## 日本との関係

### 運航路線
2025年3月現在（機材、運行本数などは変更となる場合があるので、公式サイトを参照）
| 便名      | 路線       | 路線        | 機材                                  | 運行本数        | コードシェア | 備考                   |
| --------- | ---------- | ----------- | ------------------------------------- | --------------- | ------------ | ---------------------- |
| QF25/26   | シドニー   | 東京/羽田   | - エアバスA330-200 - エアバスA330-300 | 毎日            |              |                        |
| QF59/60   | シドニー   | 東京/羽田   | - エアバスA330-200 - エアバスA330-300 | 毎日            | L            |                        |
| QF107/108 | シドニー   | 札幌/新千歳 | - エアバスA330-200 - エアバスA330-300 | 週3便（季節便） |              | 2025年12月15日から再開 |
| QF61/62   | ブリスベン | 東京/成田   | - エアバスA330-200 - エアバスA330-300 | 毎日            | F            |                        |
| QF79/80   | メルボルン | 東京/成田   | - エアバスA330-200 - エアバスA330-300 | 毎日            | L、F         |                        |

※コードシェア
- L→ラタム・エアライン・チリ
- F→フィジーエアウェイズ

過去に運航していた路線の一部はジェットスター航空に移管された（なお、東京/成田 - ブリスベンはジェットスター航空も運航している）。2019年冬期までは、関西-シドニー線（ジェットスター航空で運航）を運航していた。

### 歴史
- 1948年にはダグラス DC-4によって週1便で岩国基地への乗り入れを開始し、また1952年には、DC-4によって週2便で羽田空港への乗り入れを開始した。その後同路線はより大型のダグラス DC-6やロッキードL-188に引き継がれた。4月2日
- 1986年4月2日、成田-パース、成田-ケアンズ-ブリスベンの2路線で、日本航空との共同運航便が就航。
- 1989年4月1日、成田-アデレード-メルボルン-成田線を、日本航空との共同運航で運行開始。
- 1991年、新千歳-ケアンズ線に就航[37]。なお、1998年に運休。
- 1992年から1994年にかけて、日本航空にボーイング747-300型機を3機、運航乗務員ごとリースしていた。これらの機体には当時のJALのフルカラー塗装が施されていたが、垂直尾翼の鶴丸が小さく、また後部胴体には「Operated by QANTAS」の文字が入っていた。純然たるJL便として運航され（QFの便名は付かなかった）、客室乗務員は日本航空のみが乗務していた。タイムテーブルには当該機体で運航される便に「機内でのお客様へのサービスはJLの客室乗務員が行いますが、QFの機材及び運航乗務員で運航致します」の注釈が付いていた。
- 2007年夏ダイヤをもって、関西-ケアンズ線を運休し、関西国際空港から撤退[38]。
- 2011年8月16日、日本航空、三菱商事とともに、日本市場向けのLCCであるジェットスタージャパンの設立を発表。
- 2015年8月1日、羽田空港再国際化により、羽田空港に再就航し、羽田-シドニー線を運航開始。また、成田-ブリスベン線も同時に運航開始。
- 2017年12月14日、関西-シドニー線に就航。
- 2019年10月21日、会員限定の特典交換専用のフライト「Points Plane」として、成田-メルボルン線にエアバスA380を投入した。
- 2019年12月16日、新千歳-シドニー線に季節定期便で就航。
- 2021年9月13日、日本航空との共同事業が、路線の寡占化を懸念して認可されなかった[39]。
- 2023年11月26日より、羽田-シドニー線を週14便のダブルデイリー運航に増便し、ブリスベン線とメルボルン線を成田発着に移管してそれぞれをデイリー運航とした[40]。
- 2025年2月をもってヴァージン・オーストラリアが羽田〜ケアンズ線を休止したことにより得た羽田空港発着枠で、シドニー線を減便し、羽田〜シドニー・ブリスベン・メルボルン線の3路線全てをデイリー運航する計画がある[41]。
- 2025年12月15日、新千歳-シドニー線運航再開予定。

## マイレージサービス
マイレージサービスとして「Frequent Flyer」を運営している。ワンワールド加盟航空会社以外に下記の航空会社と提携している。
- ジェットスター航空
- エミレーツ航空
- エアリンガス
- ニューギニア航空
- 南アフリカ航空
- 中国東方航空
- エル・アル航空
- アリタリア-イタリア航空
- エアロペリカン・エアサービス
- バヌアツ航空
- ブリンダベラ航空

## 機内サービス

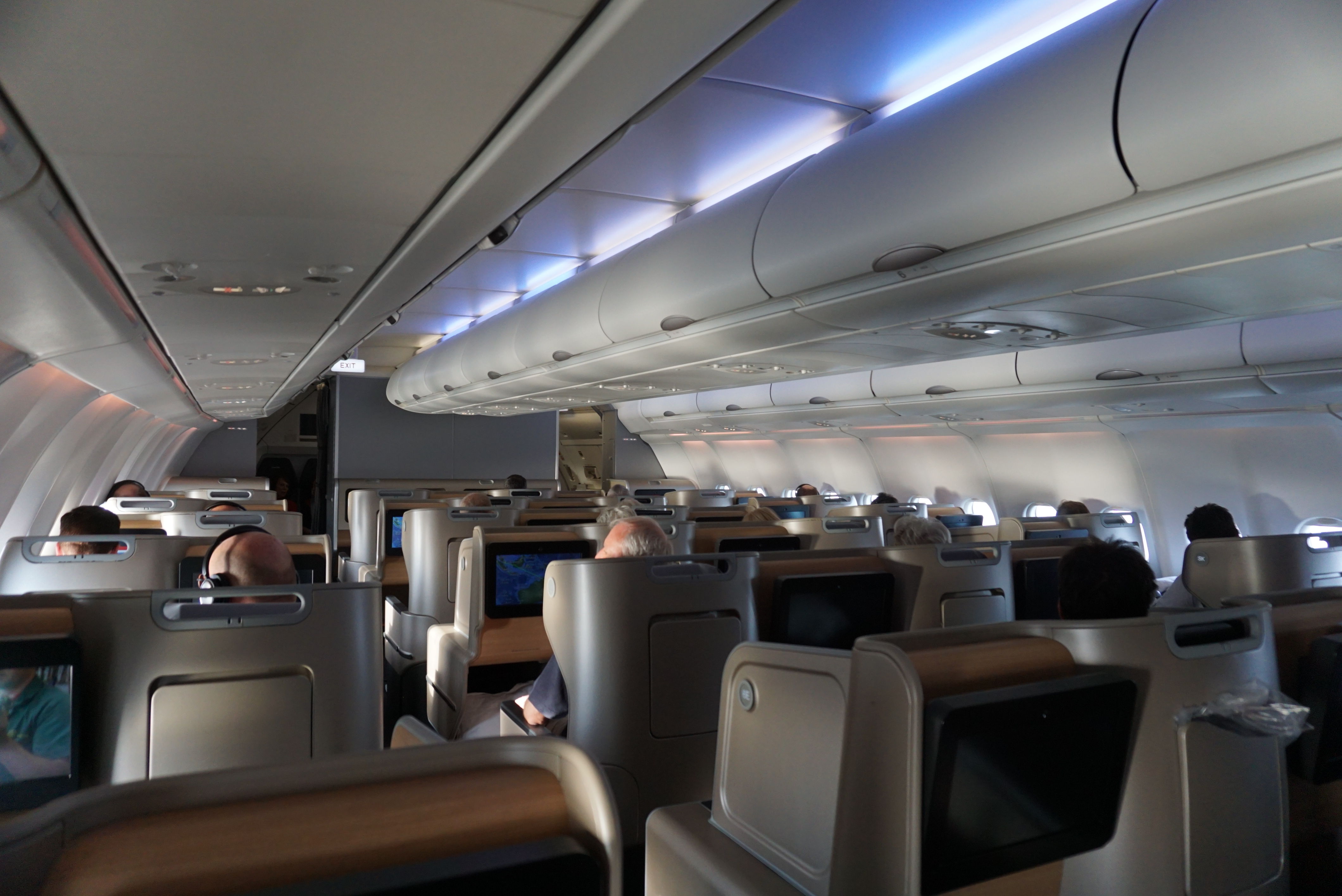
エアバスA330のビジネスクラス

長距離路線の多い同社は、機内サービスにも力を入れている。最新鋭機材のエアバスA380全てと一部のボーイング747-400（ER型含む）はファーストクラス、ビジネスクラス、プレミアム・エコノミー、エコノミークラスの4クラスで、ボーイング747-400はビジネスクラス・プレミアムエコノミー・エコノミークラスの3クラスで、エアバスA330は、ビジネスクラスとエコノミークラスの2クラスでそれぞれ構成されている。A380・B747-400(ER)のファーストクラスはスリーパーベットタイプ、A380・B747-400(ER含む)の一部にはビジネスクラスにフルフラットタイプのスカイベッドが装着されている。

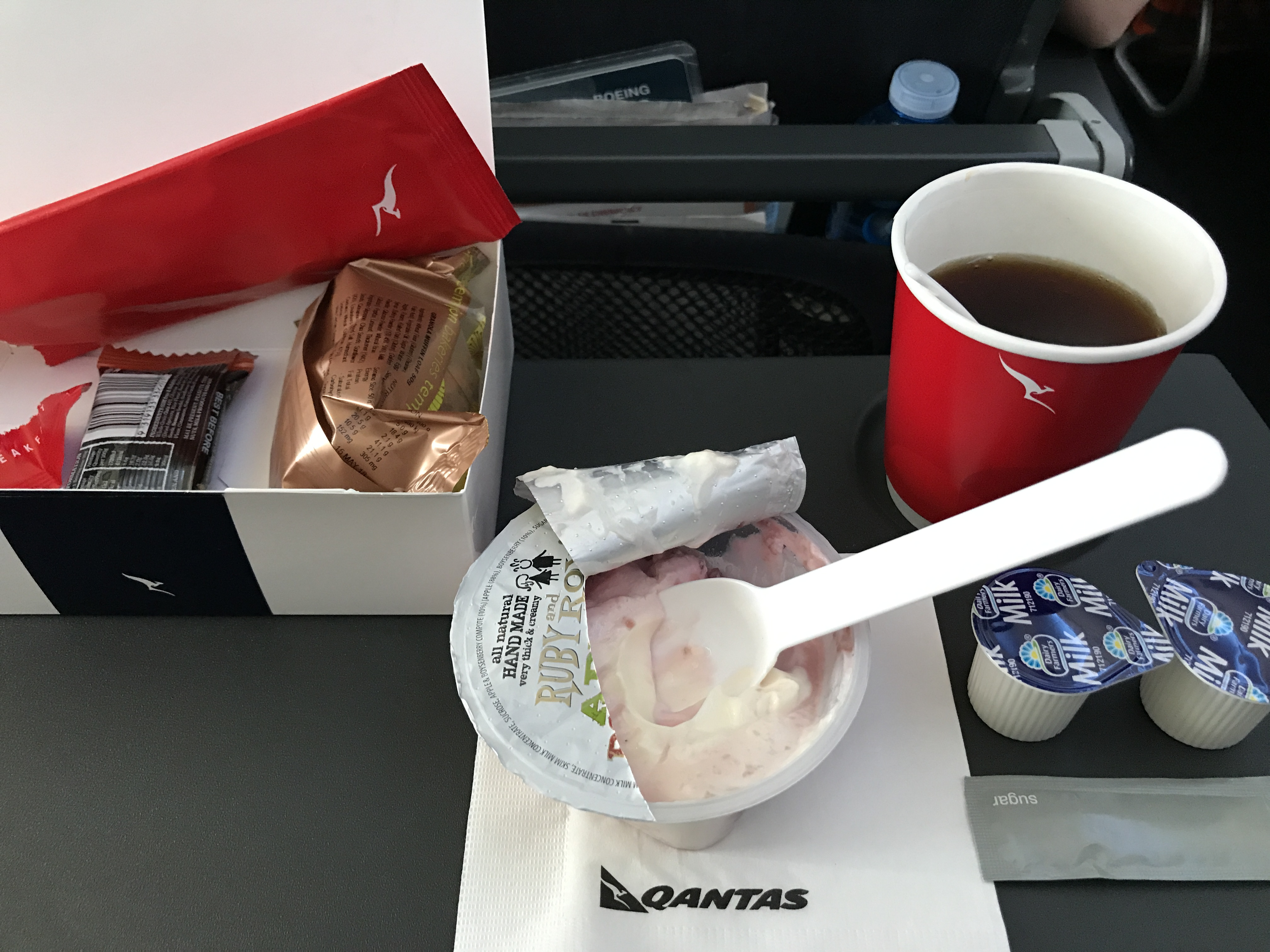
エコノミークラスの機内食（朝食）

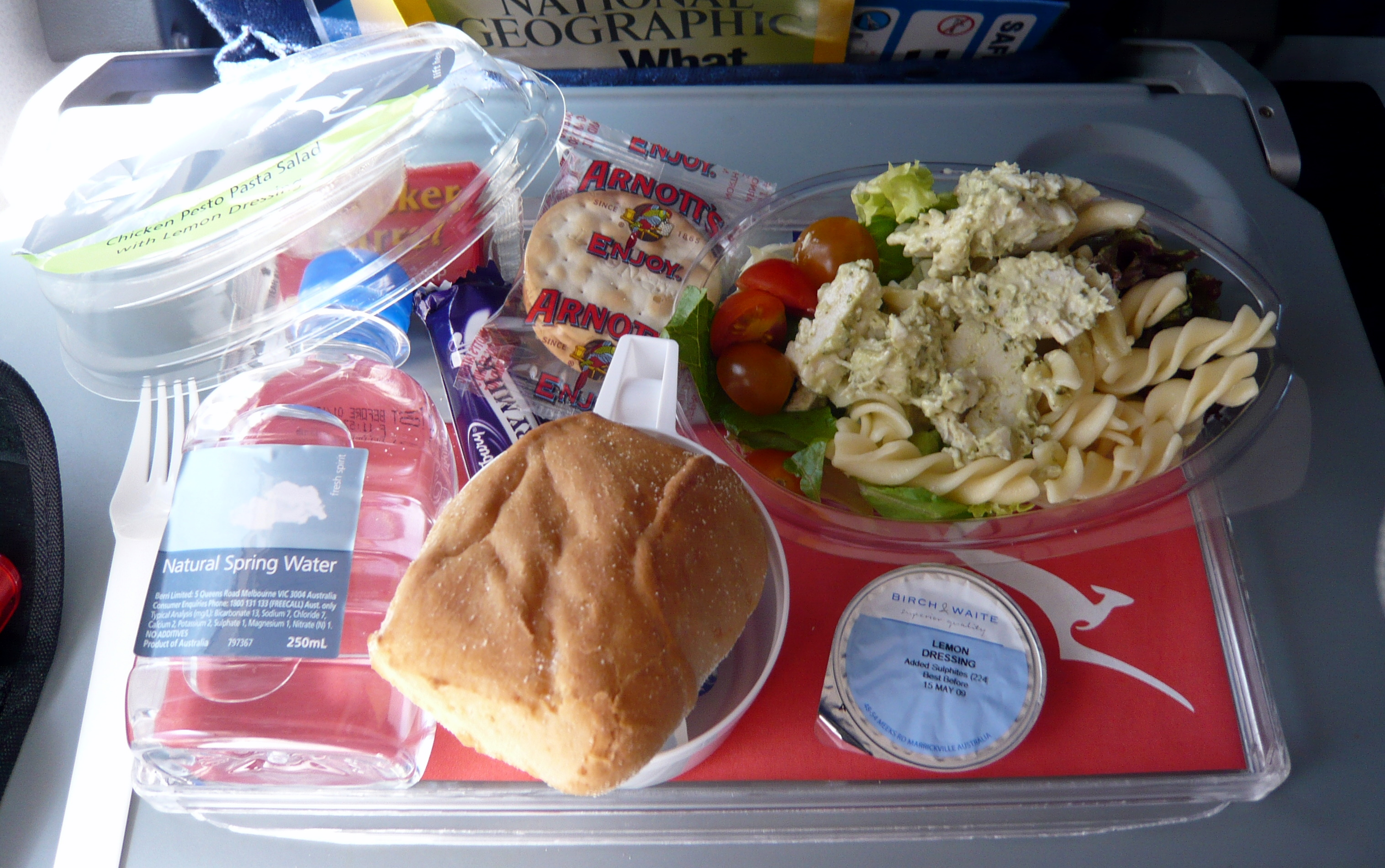
機内食の一例（昼食）

また、A380・B747-400・A330-300では、全ての座席にオンデマンド式の機内エンターテイメントシステムを搭載し、AVODプログラムを用いることで多くの番組視聴などが出来る。エコノミークラス以外の座席では、ノートパソコンに対応したAC電源コンセントも搭載されている。
機内食は各クラスごとに異なるが、ファーストクラス向けにはロックプールと協力のもとで、またビジネスクラスとプレミアムエコノミークラスは、オーストラリアのシェフであるニール・ペリー監修の食事が提供される。B747-400及びA330-300にはバーカウンターも設置されており、軽食や飲み物が用意されている。エコノミークラスはスナック・軽食・紅茶やコーヒーなどの飲み物が提供され、路線によっては該当する時間帯に合わせた食事も用意される。

### 広報活動
1969年に始まり数十年続いた初期のテレビコマーシャルキャンペーンはアメリカ人視聴者に向けたものであった。それはハワード・モリスの声でコアラが、多くの観光客がオーストラリアに来ると不満を言い、「カンタスが嫌いだ」と締めくくるものだった。このコアラのCMはこれまでずっと、最も素晴らしいCMとして賞賛された。長く続いている広告キャンペーンでは、オーストラリア国内の様々な有名な名所やベニスなどの海外の場所で、ピーター・アレンの “I Still Call Australia Home”（オーストラリアはいつになっても私の家）を子供達がコーラスする演奏が特徴となっている。カンタスはオーストラリアナショナルラグビーユニオンチームのカンタスワラビーズのメインスポンサーであり、オーストラリアサッカー協会（Australia’s national association football team）のサッカールー（The Socceroo）のスポンサーでもある。そしてフォーミュラワンオーストラリアグランプリのメインスポンサーを務める。2011年12月26日には、オーストラリアのクリケットを運営する

### 新ユニフォーム
パリにベースを置くオーストラリア人デザイナー、マーティン・グラントが2013年4月16日に公式発表になったカンタス航空社員の新ユニフォームの責任者である。このユニフォームは、デザイナーのピーター・モリッセイの名前から、社員達に日常的にモリッセイと呼ばれた前のユニフォームに変わるものとなった。カンタスの広告大使でモデルのミランダ・カーが紺、赤、フューシャピンクが施された新しいユニフォーム披露の手助けをした。カンタスの最高責任者アラン・ジョイスはカンタス社員がモデルを務めた発表イベントで、新しいユニフォームは”グローバルな舞台においてオーストラリアのスタイルを物語るもの”と語った。グラントは、最終的に製作されることになった35スタイルに絞るために1年以上にわたりカンタス社員達と話し合った。全ての社員が新しいユニフォームに満足ではなく、客室乗務員の1人は「ユニフォームはとても窮屈で、私達が行わなければならないとても肉体的な仕事にはただ単純に現実的ではない」と話した。

## 事故及び故障
ニュージーランド航空などと並ぶ世界で最も安全な航空会社の一つとされ、「1960年代のジェット化以後、60年近くにわたりジェット機で一度も全損事故を起こしたことがない」という驚異的な安全記録を誇る。
なお、一部の映画などでは「（カンタス航空は）事業開始以来全くの無事故である」とされているが、実際にはジェット機を運航する以前に死亡事故を複数回起こしている。
1942年カンタス航空ショートエンパイア撃墜事件
1942年1月30日、カンタス航空所属の飛行艇コリオ号（Corio）が、オランダ領東インド・西ティモール沖を飛行中、日本軍作戦機によって撃墜された。乗員および乗客13人が死亡した。
カンタス航空デハビランド・ドローバー墜落事故
1951年7月16日にはデハビランド・ドローバー（VH-EBQ）がエンジンの故障によりパプアニューギニアに墜落し、7名の乗客全員と搭乗員が死亡した。
カンタス航空1便オーバーラン事故
1999年9月23日、カンガルールートであるシドニー発バンコク経由ロンドン行き1便（ボーイング747-400）がドンムアン空港着陸時にオーバーランした。幸い死者は無く軽傷38名のみであった。機体は大きく破損し、ほぼ全損状態であったが、航空会社の評判維持のために約1億ドル掛けて修理し復帰させた。
カンタス航空70便緊急着陸事故
2005年8月20日、成田発パース行き70便（エアバスA330）が和歌山県串本沖約900kmの地点を飛行中に、貨物室の出火警告灯が複数回作動したために関西国際空港に緊急着陸した。着陸後にパイロットによって要請された消防による外部確認で機首から白い煙があがっていると報告された為パイロットはシューターを用いた緊急脱出を選択したが、その際に乗客194人のうち1人が骨盤骨折の重傷、8名が軽傷を負った。国土交通省航空・鉄道事故調査委員会は、貨物室火災の警告灯点灯は誤作動であり、着陸後の白い煙は温度計から排出された高圧空気の断熱膨張により水蒸気が発生したものを誤認したものであると結論づけた。
カンタス航空30便機体破損事故
2008年 7月25日、ロンドン・ヒースロー空港発 メルボルン・タラマリン空港行き(香港国際空港経由)のカンタス航空30便(使用機材:ボーイング747-438、VH-OJK)の貨物室前方で突然非常用酸素ボンベが爆発し、機体右前方、主翼の付け根付近に穴が空いた。同機は10,000フィートまで緊急降下した。その後、機体は無事にフィリピンのニノイ・アキノ国際空港に緊急着陸した。数人が降機時に吐き気を訴えたが、乗客・乗員365名にけがはなかった。オーストラリア運輸安全局は同月30日、貨物室に積んであった酸素シリンダー（緊急時の酸素マスク用に用意されたもの）の爆発によるものと断定した。事故時、機内では酸素マスクが配られたが、10人弱の乗客が確保できなかった。
カンタス航空72便急降下事故
2008年10月7日、シンガポール・チャンギ国際空港発パース国際空港行きエアバスA330-300型機（VH-QPA）が、飛行中に意図しない機首下げが発生し、急降下した。同機には303人の乗客と乗員12人が搭乗しており、このうち119人が怪我を負い、うち12人は重傷だったが、幸いにも死者は出なかった。原因はA330・A340型機に搭載されていたADIRUというソフトウェアのバグによるものだった。
カンタス航空32便エンジン爆発事故
2010年11月4日、シンガポール・チャンギ国際空港発シドニー国際空港行きのエアバスA380-800型機が、インドネシアのバタム島上空で、第２エンジンが爆発したため、同日昼前、シンガポールに緊急着陸した。地元テレビによると、着陸時に機体の下部から煙があがっていたが、待機していた消防車が消火した。乗客440人と乗員29人が搭乗していたが、負傷者はなかった。第２エンジンが爆発した際、カバーが脱落し、破片が民家に落下したが、落下時に民家に人はおらず、死者はなかった。この事故はA380史上初めての事故となった。また、翌日の夜にはシンガポール発シドニー行きのボーイング747型機がチャンギ国際空港を離陸直後にエンジンの不具合で同空港に再び緊急着陸するトラブルも起きている。

## 論争

### 性差別問題
2005年11月、カンタス航空には同伴者のいない子供の隣に成人男性の乗客を座らせないというポリシーがあることが明らかになった。これは差別の告発につながった。このポリシーは、ニュージーランドのカンタス航空便で男児の隣に座っていた乗客が女性の乗客と座席を変更するよう求められた2004年の事件の後に明らかになった。客室乗務員はこの男性客に、「同伴者のいない子供の隣に座ることは女性だけが許可されているという航空会社のポリシーである」と述べた。NSW市民自由評議会の代表であるキャメロン・マーフィーはこの方針を批判し、「禁止の根拠はなかった」と述べた。 彼はまた、すべての成人男性が子供に危険をもたらすと仮定するのは間違っていると述べた。このポリシーは、女性虐待者を考慮に入れていないことでも批判されている。
2010年、ブリティッシュ・エアウェイズが子供の座席に関する方針を変更するよう訴えられたとき、カンタスは、同伴者のいない子供の隣に男性が座ることを禁止することを「両親の懸念を反映した」と再び主張した。2012年8月、客室乗務員が男性の乗客が一人で旅行している無関係の女の子の隣に座っていることに気付いた後、女性の乗客と座席を交換しなければならなかったときに、論争が再浮上した。看護師であるその男性の乗客は、ペドフィリアとして他の乗客から差別され、屈辱を受けたと語った。カンタスのスポークスマンは、オーストラリアおよび世界中の他の航空会社の方針と一致するものとして方針を擁護した。

## 「オーストラリア・アジア航空」
中華人民共和国に路線を持つことから、カンタス本体では中華人民共和国と対立を続ける中華民国（台湾）に運航ができなかった。そこで1990年にカンタスは中華民国への路線を運航するオーストラリア・アジア航空を設立した。ブリティッシュ・アジア・エアウェイズやエールフランス・アジーのように別会社を装って運航するのではなく、日本アジア航空と同様の別会社であった。航空会社コードはIATA2レターがIM、ICAO3レターがAAUであった。
いくつかのボーイング747SP及び767航空機はカンタスから移籍した。垂直尾翼のデザインは赤色の地に2つのAをシンボライズしたリボンが描かれていた。しかし、同社は1996年に運航を中止した。

## 補足
MBS「ファミリー・クイズ」、「クイズ・その手にのるナ!!」（いずれも八木治郎司会）、テレビ朝日「クイズタイムショック」（田宮二郎司会）の優勝賞品の旅行協賛も担当していた。
2007年、オーストラリアからインドへと向かう便で、 ビジネスクラスのトイレで客室乗務員が俳優のレイフ・ファインズと性行為に及び、ムンバイのホテルでも一夜を共にしたと報じられた。これは、その乗務員が情報料と引き換えに新聞社に投稿したことで発覚。当該の客室乗務員は解雇された。